# Chris Jericho
Christopher Keith Irvine (Manhasset, 9 de noviembre de 1970), conocido como Chris Jericho, es un luchador profesional y músico canadiense-estadounidense. Actualmente trabaja para la empresa All Elite Wrestling (AEW). Como músico, es conocido por ser el vocalista de la banda de rock Fozzy. También es conocido por haberse presentado para compañías como WWE, Consejo Mundial de Lucha Libre (CMLL), Extreme Championship Wrestling (ECW), y World Championship Wrestling (WCW).
Entre WWE (antes World Wrestling Federation), Extreme Championship Wrestling (ECW) y World Championship Wrestling (WCW), ha ganado 32 campeonatos. También tuvo éxito en presentaciones internacionales en países como Canadá, Japón y México. Jericho es el primer Campeón Indiscutido de WWF y, por lo tanto, el titular final del Campeonato Mundial (antes Campeonato Mundial Peso Pesado de WCW), después de haber ganado y unificado los dos títulos al derrotar a Stone Cold Steve Austin y The Rock en la misma noche en 2001. También es el noveno Campeón de Triple Corona, así como el cuarto Campeón de Grand Slam en la historia de WWE. Además, Jericho fue el ganador del premio Slammy Award "Superestrella del Año" en 2008 y (junto con Big Show como Jeri-Show) ganó el premio Slammy Award "Equipo del Año" en 2009, lo que lo convierte en el único luchador que ha ganado ambos premios en la historia de WWE.
Irvine ha sido nueve veces campeón mundial al haber logrado ser dos veces Campeón Mundial de la WCW, una vez Campeón Indiscutido de la WWF, tres veces Campeón Mundial de Peso Pesado, una vez Campeón Mundial de AEW y dos veces Campeón Mundial de ROH. También ostenta el récord de ser diez veces campeón intercontinental, al ser nueve veces Campeón Intercontinental de WWE y una vez Campeón Intercontinental de la IWGP, derrotando además a otros cuatro contendientes en una encuesta de fanáticos de WWE en 2013 para determinar al mejor campeón de la historia con un derrumbe del 63% de los votos. Jericho ha encabezado múltiples eventos de pago por visión durante su tiempo con la compañía, incluyendo una participación como Campeón Indiscutido de la WWF en WrestleMania X8 en 2002. En All Elite Wrestling, destaca por un reinado y haber sido el inaugural Campeón Mundial de AEW,  mientras que en New Japan Pro-Wrestling ostentó un reinado como Campeón Intercontinental de IWGP. 
Es considerado por muchos como uno de los "mejores luchadores profesionales de todos los tiempos". El escritor de Baltimore Sun, Kevin Eck, escribió que Jericho "ha demostrado ser uno de los mejores actores en el negocio", particularmente "considerado como uno de los mejores habladores". El boletín de Wrestling Observer nombró a Jericho como "el mejor en las entrevistas" para la década de los 2000, y en 2010 lo incluyó en su Salón de la Fama.
En la música, Jericho se convirtió en el vocalista principal de Fozzy en 1999. Su álbum debut homónimo (2000) y Happenstance (2002) consisten en canciones covers y música originales; álbumes posteriores como All That Remains (2005), Chasing the Grail (2010), Sin and Bones (2012), Do You Wanna Start a War (2014) y Judas (2017) están compuestos total o predominantemente por composiciones originales. Jericho también ha aparecido en numerosos programas de televisión a lo largo de los años, habiendo competido en el concurso de 2011 Dancing with the Stars, en donde duró hasta la sexta semana.

## Primeros años
Christopher Keith Irvine nació el 9 de noviembre de 1970 en Manhasset, Nueva York. Su padre, el jugador de hockey sobre hielo Ted Irvine, se había trasladado allí para jugar para los Rangers de Nueva York. Cuando su padre se retiró, regresaron a Winnipeg, Manitoba. Irvine es de ascendencia escocesa por parte de su padre.
Su interés en la lucha profesional comenzó cuando comenzó a ver los eventos locales de AWA que tuvieron lugar en el Winnipeg Arena con su familia, y su deseo de convertirse en luchador profesional comenzó cuando vio imágenes de Owen Hart, quien aparecía con Stampede Wrestling, actuando varios movimientos de lucha de alto vuelo. Además de Hart, Irvine también citó a Ricky "The Dragon" Steamboat y Shawn Michaels como inspiración para convertirse en luchador profesional.
Su primera experiencia con una promoción de lucha libre profesional fue cuando actuó como parte de la primera gira de la recién estrenada promoción Keystone Wrestling Alliance, donde aprendió consejos importantes de los luchadores independientes Catfish Charlie y Caveman Broda. También tomó un curso de comunicación creativa en Red River Community College en Winnipeg, donde se graduó con los máximos honores.

## Carrera

### Inicios
A la edad de 19 años, Irvine comenzó a entrenar en Hart Brothers School of Wrestling donde conoció a Lance Evers, quien más tarde adoptó el nombre de Lance Storm. Tras dos meses de entrenamiento, Irvine ya estaba listo para comenzar a luchar. Hizo su debut el 2 de octubre de 1990 frente a Storm, en un combate que finalmente acabó en empate. Tras esto, Irvine y Storm comenzaron a formar pareja bajo el nombre "Sudden Impact". Tomó el nombre de "Jericho" por el nombre del álbum de la banda Helloween, el cual se llamaba "Walls of Jericho".
Jericho y Storm trabajaron para Tony Condello en los tours de Manitoba del Norte junto a quienes serían futuros luchadores Adam Copeland, Jason Reso y Terry Gerin. También luchó en Calgary's Canadian National Wrestling Alliance (CNWA) y en Canadian Rocky Mountain Wrestling (CRMW). A finales de 1992 viajó a México para luchar en el Consejo Mundial de Lucha Libre (CMLL), donde utilizó el nombre de "Corazón de León". El 4 de diciembre de 1993, Jericho consiguió el Campeonato Mundial Peso Medio de la NWA, el cual retuvo hasta el 8 de noviembre de 1994. Sus grandes cualidades como luchador lo llevaron a Japón en 1994 donde entró en Wrestling And Romance (WAR). Ese mismo año Jericho regresó con su pareja de CRMW, Lance Storm, formando un equipo llamado Thrillseekers en la organización de Jim Cornette's, Smoky Mountain Wrestling. En 1995, Jericho compitió en el torneo de J Cup, hecha por WAR, venciendo a Chris Benoit.

### Extreme Championship Wrestling (1996)
En 1996, gracias a la recomendación de Mick Foley al promotor de la ECW, Paul Heyman, Jericho comenzó a luchar en la empresa Extreme Championship Wrestling. Hizo su debut el 2 de febrero de 1996, perdiendo junto a Rob Van Dam ante The Eliminators (Perry Saturn & John Kronus). Compitió en el evento de Big Ass Extreme Bash el 8 y 9 de marzo, derrotando el primer día a Cactus Jack y el segundo a Taz por eliminación. Esta descalificación hizo que se volviera a enfrentar a Taz en ECW Massacre On Queens Boulevard, donde perdió por K.O. Técnico. Tras esto, tuvo una oportunidad por el Campeonato Mundial Peso Pesado de la ECW ante Raven el 18 de mayo, pero fue derrotado. Sin embargo, ganó el Campeonato Televisivo de la ECW en Hardcore Heaven al derrotar a Pitbull #2. Sin embargo, lo perdió ante Shane Douglas en Heat Wave en un combate en el que también participaron Pitbull #2 y Too Cold Scorpio. El 27 de julio, en un evento de la ECW, usó su cláusula de revancha, pero fue derrotado por Douglas. Su último combate en la ECW fue en The Doctor is In, perdiendo ante Scorpio.

### World Championship Wrestling (1996–1999)
Jericho hizo su debut en World Championship Wrestling (WCW) el 26 de agosto de 1996, luchando en el programa principal Nitro, donde peleó contra Alex Wright pero terminó sin resultado. También hizo su primera aparición en un PPV el 15 de septiembre enfrentándose a Chris Benoit en Fall Brawl, siendo derrotado.
En enero de 1997, debido a las relaciones que tenía la WCW con la empresa nipona New Japan Pro-Wrestling (NJPW), Jericho fue enviado a luchar en Japón. Debutó enmascarado bajo el nombre de Super Liger, el archinémesis de Jushin "Thunder" Liger. Su primera lucha fue contra Koji Kanemoto en Wrestling World, pero debido a la poca aceptación que tuvo por parte del público, dejaron de usarlo. Durante los siguientes meses, luchó desenmascarado hasta que regresó a la WCW. El 28 de junio de 1997, Jericho consiguió su primer título en la empresa, al derrotar a Syxx para ganar el Campeonato Peso Crucero de la WCW. Después de perderlo ante Alex Wright el 28 de julio, lo recuperó dos semanas después. Sin embargo, el 14 de septiembre lo perdió ante Eddie Guerrero.

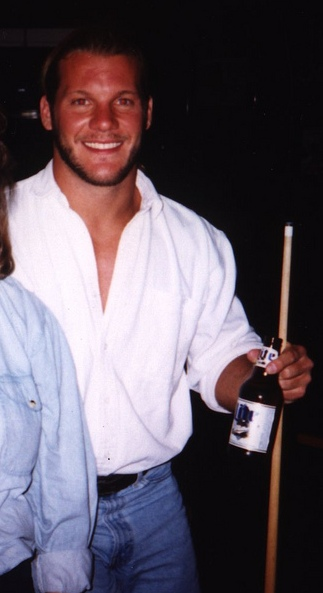
Jericho durante un Nitro en 1998.

Jericho cambió a heel por primera vez en la WCW cuando derrotó a Rey Mysterio, Jr. en Souled Out, consiguiendo por tercera vez el Campeonato Peso Crucero tras hacerle rendir con un "Liontamer". Después del combate, Jerichó le golpeó en la rodilla con una caja de herramientas. Debido a su ataque, Mysterio tuvo que recuperarse durante seis meses (Kayfabe) hasta su regreso. Durante su ausencia, Jericho empezó un feudo con Juventud Guerrera, quien intentaba conseguir el título, pero Jericho se negaba a luchar contra él. Su feudo culminó en una Lucha de Título vs Máscara en SuperBrawl VIII. Sin embargo, Jericho retuvo el título, por lo que Juventud tuvo que quitarse la máscara. Debido a esta victoria, Jericho empezó un gimmick de coleccionista de trofeos de sus rivales derrotados, como la máscara de Juventud, el vestido hawaiano de Prince Iaukea o la banda de Disco Inferno.
Después empezó un largo feudo  con Dean Malenko en el cual Jericho decía ser mucho mejor luchador. Debido a la gran maestría de Malenko en cuanto a llaveo, se le apodaba "The Man of 1000 Holds" (El hombre de las 1000 llaves), por lo que Chris se apodó "The Man of 1004 Holds" (El hombre de las 1004 llaves). El 30 de marzo de 1998, en WCW Monday Nitro, después de derrotar a Marty Jannetty, Jericho sacó al ring una gran pila de papeles en la que estaban listadas todas sus llaves y empezó a recitarlas a la audiencia. La mayoría de estas técnicas eran inventadas y gran parte de las verdaderas eran un armbar. El 12 de marzo de 1998 en WCW Thunder, Malenko derrotó a un luchador que llevaba la máscara de Juventud Guerrera, creyendo que era Jericho. Sin embargo, descubrió que en realidad era Lenny Lane, quien había sido contratado por Chris para que luchara por él. Sin embargo, no quiso pagarle lo acordado, lo que inició un breve feudo entre los dos. Finalmente, el feudo entre Jericho y Malenko terminó en Uncensored, donde salió victorioso. Tras esto, Malenko se tomó un tiempo apartado de la lucha libre. Tras esto, Jericho empezó a hacer promos en contra de Malenko, llevando un retrato suyo al ring para insultarle. Antes de Slamboree, J.J. Dillon pactó una Battle Royal de luchadores pesos cruceros para obtener una oportunidad por el título de Jericho ese mismo día. En el evento, la lucha fue ganada por el luchador enmascarado Cíclope. Sin embargo, al acabar se desenmascaró, resultando ser Malenko, quien ese mismo día derrotó a Jericho por el título. Debido a esta táctica, Jericho dijo que había sido víctima de una conspiración contra él, acusando a los luchadores de la WCW, Dillion, el propitario de la WCW Ted Turner y fue a Washington D. C. a acusar al presidente Bill Clinton. Mientras, Malenko tuvo que dejar el título vacante debido a la polémica forma de ganar la oportunidad, por lo que se pactó un combate entre ambos en The Great American Bash, ganando Jericho el título por cuarta vez cuando descalificaron a Malenko por golpearle con una silla.
En Bash at the Beach, Rey Mysterio, Jr. hizo su regreso al ring enfrentándose a Jericho por el título en un No Disqualification match después de que Malenko, que seguía suspendido, interfiriera en contra de Chris. Debido a esta interferencia, Jericho interrumpió al día siguiente la ceremonia para darle a Mysterio el campeonato, por lo que se le entregó el título a Jericho y no se reconoció la victoria de Rey. Sin embargo, lo perdió ante Juventud Guerrera en Road Wild en una lucha en la que Malenko fue el árbitro. El 10 de agosto derrotó a Stevie Ray, ganando el Campeonato Televisivo de la WCW. Poco después, empezó a retar al Campeón Mundial Peso Pesado Goldberg, pero nunca aceptó su reto. Más tarde, Jericho admitió que la negativa de Eric Bischoff, Goldberg y Hulk Hogan a pactar una lucha entre ambos en un evento PPV fue una de las razones por las que decidiera dejar la empresa. El 30 de noviembre de 1998, perdió el título ante Konnan.
A principios de 1999, empezó un feudo con Perry Saturn que contó con gran número de estipulaciones extrañas, como el loser must wear a dress (el perdedor vestirá un vestido) de Souled Out, donde Jericho salió victorioso. En SuperBrawl IX, Jericho y Saturn lucharon en un "dress" match, ganando de nuevo Chris. Finalmente, Saturn consiguió derrotarle en Uncensored en un Dog Collar match. Debido a su descontento, Jericho abandonó la empresa a mediados de ese año.

### World Wrestling Federation / Entertainment / WWE (1999-2005, 2007-2010, 2012-2018)

#### 1999-2000

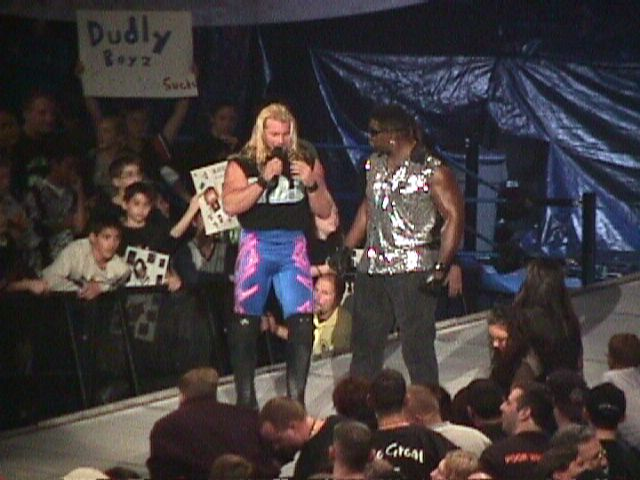
Jericho en SmackDown! junto a Mr. Hughes, su guardaespaldas durante su rivalidad con Ken Shamrock.

El 30 de junio de 1999, la World Wrestling Federation (WWF) anunció que había firmado a Irvine, pudiendo mantener su nombre artístico. Semanas antes del debut de Jericho, se puso en RAW una cuenta regresiva, llamada la "cuenta regresiva para el nuevo milenio" ("countdown to the new millennium"). En el vídeo Break Down the Walls, Jericho dijo que se inspiró en un reloj muy parecido que había visto en una central de correos y Vince McMahon le permitió usarlo en su debut en la empresa. El reloj llegó a cero el 9 de agosto de 1999 mientras The Rock estaba haciendo una promo en el ring. Jericho entró en el estadio y se proclamó el "Y2J" (un juego de palabras con el efecto 2000), enfrentándose ambos en una batalla verbal. Ese mismo mes, tuvo su primer combate el 26 de agosto, perdiendo por descalificación ante Road Dogg en el primer episodio de SmackDown! después de aplicarle una "Powerbomb" contra una mesa.
Hizo su debut frente a X-Pac en Unforgiven el cual perdió el encuentro, pero en Rebellion derrotó a Road Dogg. Tuvo su primer feudo importante con la Campeona Intercontinental Chyna. Después de ser derrotado en Survivor Series, Jericho consiguió el Campeonato Intercontinental en Armageddon. Sin embargo, el 3 de enero de 2000 en RAW, volvieron a enfrentarse por el título y dos árbitros diferentes declararon a cada uno como ganador del combate y del título. Como resultado, ambos fueron declarados co-campeones, aunque WWE.com no lo reconoce. Esta situación duró hasta Royal Rumble, donde Jericho derrotó a Chyna y Hardcore Holly, ganando el título. Tras esto, ambos formaron una alianza, cambiando Jericho a face.
Al mes siguiente, en No Way Out, perdió el título ante el Campeón Europeon Kurt Angle. Tuvo su revancha en WrestleMania 2000, donde él y Chris Benoit se enfrentaron en un combate en el que Angle puso en juego sus dos títulos. Jericho consiguió ganar el Campeonato Europeo al cubrir a Benoit y este último consiguió el Intercontinental al cubrir a Jericho. Este fue el primer enfrentamiento entre ambos de los seis que tuvieron en los siguientes 12 meses. Jericho perdió su título al día siguiente ante Eddie Guerrero en Raw después de que Chyna cambiara a heel y le traicionara. Tuvo su revancha una semana después, pero volvió a ser derrotado y el 17 de abril en Raw, se enfrentó a Triple H en una lucha por el Campeonato de la WWF, donde el árbitro Earl Hebner hizo una cuenta rápida, dándole a Jericho el título. Hebner revirtió su decisión y le devolvió el título a Triple H, no reconociendo el reinado de Jericho. En Backlash perdió por descalificación contra Benoit por el Campeonato Intercontinental, pero lo recuperó el 4 de mayo en Smackdown. En Insurrextion volvió a enfrentarse a Guerrero por el Campeonato Europeo, pero fue derrotado y dos días después perdió el Campeonato Intercontinental ante Benoit en un combate en el que Triple H era el árbitro especial. Tuvo su revancha en Judgment Day en un Submission Match, combate en el que perdió.
Tras esto, pasó a formar parte del torneo King of the Ring al derrotar a Test el 6 de junio en SmackDown. Derrotó a Edge en la primera ronda el 19 de junio, pero perdió en los cuartos de final contra Kurt Angle. Mientras, el feudo  con Triple H alcanzó su clímax en Fully Loaded, enfrentándose en un Last Man Standing Match, donde fue derrotado por tan solo un segundo.
En SummerSlam volvió a enfrentarse a Benoit en un Two out of Three Falls Match. Benoit forzó a rendirse a Jericho en la primera caída con su "Cripler Crossface" y Jericho consiguió la segunda al rendirle con su "Walls of Jericho". Finalmente, Benoit cubrió a Jericho con ayuda de las cuerdas, ganando la lucha. Luego tuvo un pequeño feudo con X-Pac, a quien derrotó en Unforgiven y en No Mercy en un Steel Cage Match. Luego, el 23 de octubre de 2000, en un segmento tras bastidores le tiró un café encima a Kane, empezando un feudo. Kane le derrotó en Survivor Series y en Rebellion, pero en Armageddon, Jericho consiguió la victoria en un Last Man Standing Match después de tirarle una pila de barriles encima.

#### 2001

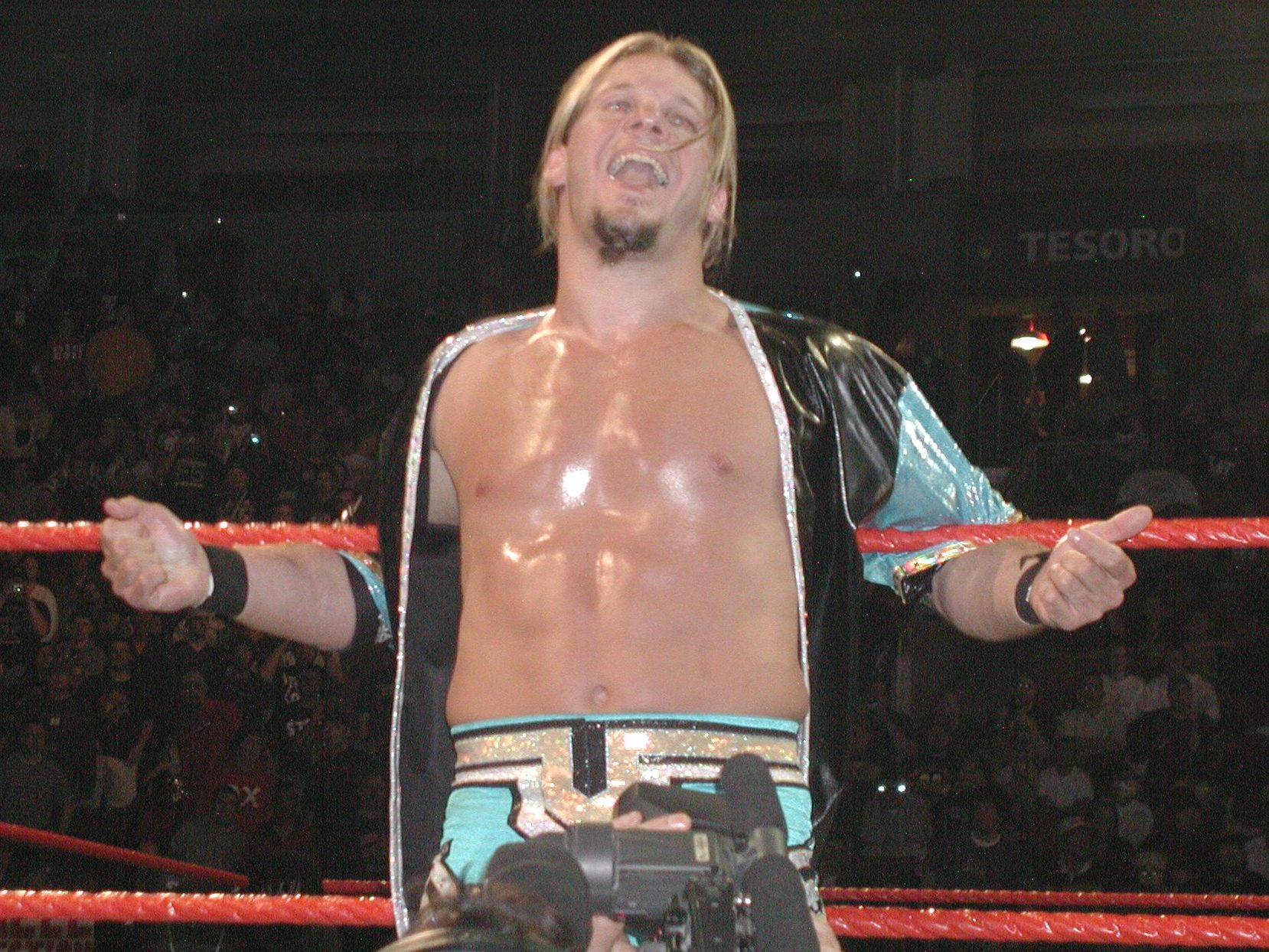
Jericho haciendo su entrada al cuadrilátero.

En Royal Rumble, Jericho derrotó a Chris Benoit en un Ladder Match ganando el Campeonato Intercontinental de nuevo. Debido a sus peleas el año pasado, en No Way Out tuvo que enfrentarse a Benoit, X-Pac y Eddie Guerrero con su título en juego, logrando retenerlo. En WrestleMania X-Seven, defendió su título contra William Regal, pero lo perdió una semana después en SmackDown! contra Triple H. En Insurrextion derrotó a Regal de nuevo.
En Judgment Day, Jericho & Benoit ganaron un combate que les permitía luchar por el Campeonato por Parejas de la WWF de The Power Trip (Steve Austin & Triple H), ganándolo la noche siguiente en Raw en un combate donde Triple H sufrió una lesión legítima. Retuvieron los títulos el 24 de mayo de 2001 en SmackDown ante Edge & Christian, The Dudley Boyz y The Hardy Boyz en donde Benoit sufrió una lesión de un año de duración al aplicar un "diving headbutt" contra una mesa. Tuvo que ser sacado en camilla, pero regresó al final de la lucha para descolgar los títulos. Perdieron los campeonatos el 19 de junio ante the Dudley Boyz. Ese mismo mes en King of the Ring, Benoit y Jericho se enfrentaron a Austin por su Campeonato de la WWF, pero logró retenerlo después de que el campeón de la WCW Booker T interfiriera en la lucha, iniciando el ángulo de La Invasión.
Durante los meses siguientes, se convirtió en uno de los luchadores más importantes durante el ángulo de La Invasión, en el cual la WCW y la ECW unieron fuerzas para derrotar a la WWF. A pesar de haber competido en ambas empresas, se mantuvo del lado de la WWF. Sin embargo, empezó a mostrarse celoso del miembro de la WWF The Rock. Ambos facciones se enfrentaron en InVasion, donde el Team WCW (Booker T, Diamond Dallas Page, Rhyno & The Dudley Boyz (Bubba Ray & D-Von)) derrotaron al Team WWF (Steve Austin, Kurt Angle, Jericho, The Undertaker & Kane. Luego, derrotó a Rhyno en SummerSlam. Tras esto, empezó un feudo con Rob Van Dam, siendo derrotado por él en Unforgiven donde el Campeonato Hardcore de Van Dam estaba en juego. Más adelante, le derrotó en una lucha para obtener una oportunidad por el Campeonato de la WCW de The Rock en No Mercy, donde consiguió el campeonato al cubrirle después de usar su nuevo finisher, el "Breakdown". Al día siguiente, ambos consiguieron el Campeonato en Parejas al derrotar a the Dudley Boyz. Tras perder el título ante Test & Booker T, continuaron su feudo. El 5 de noviembre en Raw, Rock recuperó el Campeonato de la WCW al derrotar a Jericho, pero al final del combate Jericho Atacó The Rock con una silla Metallica teniendo actitudes de Heel. Finalmente, en Survivor Series, la WWF (Rock, Jericho, Undertaker, Kane & The Big Show) volvieron a enfrentarse a The Alliance (Steve Austin, Van Dam, Kurt Angle, Booker T & Shane McMahon) por el control de la empresa. Al final, Jericho casi le costó la victoria a su equipo al atacar a The Rock Cambiando a Heel por completo y casi causando la eliminación de The Rock. Como ex-Campeón de la WCW, se le dio un puesto en un torneo para coronar al nuevo Campeón Indiscutido en Vengeance. En la primera ronda, derrotó a Rock, conquistando por segunda vez el Campeonato Mundial (el antiguo Campeonato de la WCW, nombrado así tras la derrota de The Alliance en Survivor Series) y a Steve Austin en la final, ganando el Campeonato de la WWF, coronándose como el primer Campeón Indiscutido de la WWF.

#### 2002

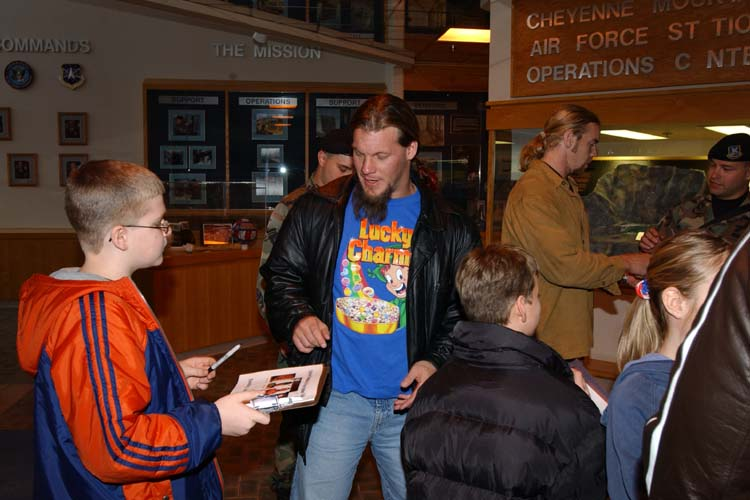
Durante 2002 y 2003, Jericho estuvo envuelto en una storyline con Christian, con quien ganó el Campeonato Mundial en Parejas.

Debido a su victoria en el torneo, tuvo que defender su Campeonato Indiscutido en los dos siguientes PPVs, derrotando en Royal Rumble a The Rock y en No Way Out a Austin. Luego empezó un feudo con el ganador de la Royal Rumble y contendiente al título Triple H, ante quien perdió el título en el evento principal de WrestleMania X8. Luego de esto Jericho recibió una nueva oportunidad al Campeonato Indiscutido de WWE enfrentando a Triple H y Stephanie McMahon en un Triple Threat Match, con la estipulación de que, si Triple H cubría a Stephanie, ella debía abandonar la empresa. En ese combate Jericho no pudo ganar el Campeonato y Stephanie McMahon fue cubierta, por lo que abandonó la empresa. Debido al Draft, Jericho fue asignado a la marca SmackDown!, pero continuó su feudo con Triple H. Su rivalidad terminó en Judgment Day, donde Triple H volvió a derrotar a Jericho en un Hell in a Cell Match.
Una vez perdido su estatus como campeón, Jericho participó del torneo King of the Ring, donde eliminó a Edge (por lesión) y Val Venis, pero en la semifinal disputada en el evento King of the Ring, Jericho fue derrotado por Rob Van Dam. Jericho comenzaría un feudo con el debutante John Cena, siendo derrotado por él en Vengeance. Poco después sería traspasado a RAW, tras ser convencido por Eric Bischoff. En SummerSlam, Jericho se enfrentó a Ric Flair, siendo derrotado. Después ganó el Campeonato Intercontinental a Rob Van Dam el 16 de septiembre de 2002. Tras defenderlo ante Ric Flair en Unforgiven, lo perdió frente a Kane en el 30 de septiembre en RAW. Poco después, hizo pareja con Christian, con quien ganó el Campeonato en Parejas el 14 de octubre al derrotar a Kane & The Hurricane. Luego, tuvieron una serie de enfrentamientos con Goldust & Booker T, reteniendo los títulos en No Mercy. En Survivor Series, Jericho participó en Cámara de la eliminación contra Shawn Michaels, Triple H, Booker T, Rob Van Dam y Kane por el Campeonato Mundial Peso Pesado, ganándolo Michaels. Finalmente con Christian perdieron los Campeonatos Mundiales en Parejas frente a Booker T & Goldust en Armageddon en un combate en el que también estaban The Dudley Boyz y William Regal & Lance Storm.

#### 2003

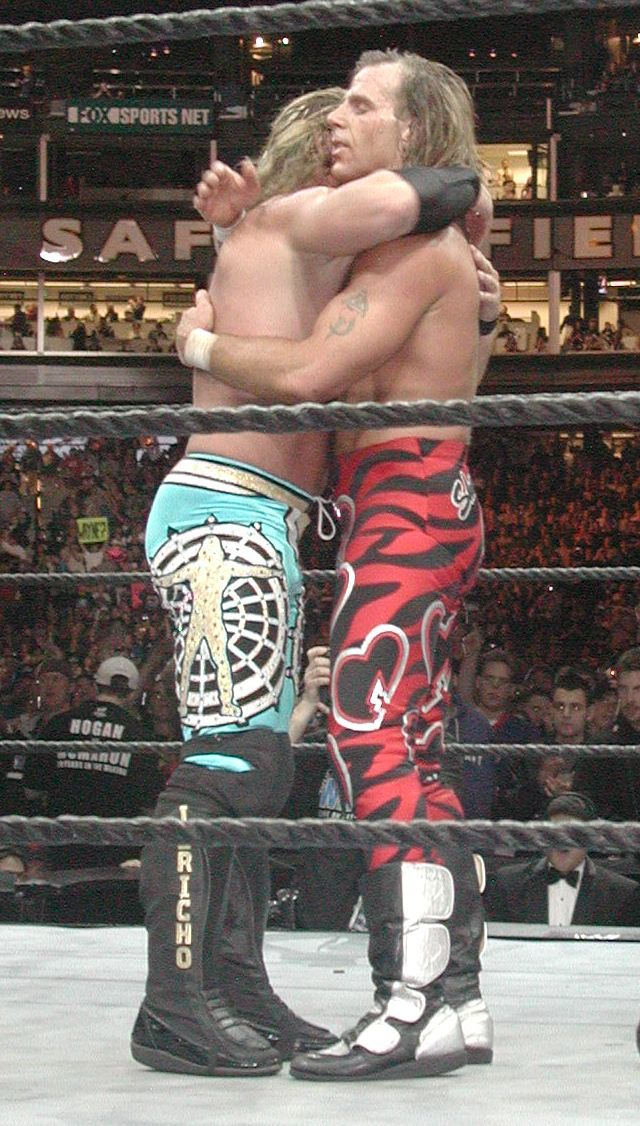
En 2003 Jericho tuvo un feudo con Shawn Michaels, a quien se enfrentó en WrestleMania XIX.

A inicios del año comenzó un feudo con Shawn Michaels, luego que Jericho proclamara ser "el nuevo Shawn Michaels" y comenzara a hacer hitos similares a los de Michaels. El 13 de enero de 2003, ganó una Battle Royal para seleccionar su número de entrada en la Royal Rumble, escogiendo el número 2 para empezar junto a Shawn Michaels, quien había retado a Jericho para demostrar quién de los dos era el mejor. Tras la entrada de Michaels, Christian, usando el traje de Jericho, apareció en la rampa de entrada, distrayendo a Michaels para que el verdadero Jericho le atacara por la espalda, eliminándole con facilidad. Sin embargo, Michaels volvió a aparecer en la lucha, haciendo que Test eliminara a Jericho. Esto hizo que tuviera feudos con Michaels, Test y Jeff Hardy. Tras derrotar a Hardy en No Way Out, se enfrentó a Michaels en WrestleMania XIX, donde fue derrotado. Al final, ambos se dieron un abrazo en señal de respeto, pero Chris le dio un golpe bajo. Esto provocó que en Backlash, Triple H, Ric Flair & Jericho enfrentaran a Shawn Michaels, Booker T & Kevin Nash, ganando el equipo de Jericho.
En Judgment Day luchó en una Battle Royal por el Campeonato Intercontinental, pero no logró ganar la lucha. Después, empezó un feudo con el debutante Goldberg alrededor de las negativas de este para no enfrentarse a Jericho cuando estaban en la WCW. Ambos se enfrentaron en Bad Blood, ganando Goldberg. En SummerSlam Jericho luchó contra Goldberg, Randy Orton, Kevin Nash, Shawn Michaels y Triple H en una Elimination Chamber por el Campeonato Mundial Peso Pesado, ganando Triple H la lucha. Más tarde perdió en Unforgiven contra Christian en una lucha por el Campeonato Intercontinental, donde también participó Rob Van Dam. El 27 de octubre derrotó a Rob Van Dam ganando el Campeonato Intercontinental, pero lo perdió esa misma noche frente a Van Dam. Luchó en Survivor Series en la pelea de eliminación por equipos siendo parte del Team Bischoff, que derrotó al Team Austin. Como consecuencia, Steve Austin dejó de ser Co-Gerente general de RAW.
A finales de 2003, Jericho empezó un romance (Kayfabe) con Trish Stratus mientras que Christian empezó uno con Lita. Esto hizo que ambos apostaran un dólar canadiense a ver quien se acostaba con su pareja primero. Sin embargo el 8 de diciembre Lita y Stratus se enteraron de la apuesta y decidieron terminar sus relaciones con ambos, comenzando un feudo, sintiéndose Jericho mal por haber utilizado a Stratus. Esto condujo a un Battle of the Sexes match en Armageddon donde Jericho & Christian derrotaron a Lita & Trish Stratus.

#### 2004-2005
A principios de 2004 Jericho participó en el Royal Rumble, eliminando durante el combate a Christian, siendo eliminado por Big Show. Después de salvar a Trish Stratus de un ataque de Kane, quedaron en que serían amigos, convirtiéndose Jericho en face. Sin embargo, Christian no aceptó esto, por lo que, durante un combate con Stratus en el que aceptó perder, la atacó y la aplicó el Walls of Jericho, retando a Jericho a un combate en WrestleMania XX. Sin embargo, Jericho fue derrotado después de que Stratus atacara sin querer a Jericho pensando que era Christian. Tras el combate, Stratus cambió a heel, atacando ella y Christian a Jericho, revelando que ambos eran pareja y lo habían planeado todo. Esto desembocó en una lucha entre Jericho y Stratus & Christian en Backlash al mes siguiente en un Handicap Match, la cual ganó Jericho.
Luego de la lesión de Christian durante un Steel Cage Match con Jericho el 10 de mayo en RAW, Jericho continúo el feudo con Stratus y el guardaespaldas de Christian, Tyson Tomko. En Bad Blood, Jericho derrotó a Tyson Tomko. Luego de esto empezaría un corto feudo con Batista, siendo derrotado por él en Vengeance. En SummerSlam se enfrentó a Batista y a Edge por el Campeonato Intercontinental, siendo derrotado. Luego de esto continuó su feudo con Edge, pactándose una lucha entre ambos por el Campeonato Intercontinental en Unforgiven. Sin embargo el 30 de agosto, Christian hizo su regreso atacando a Jericho. Luego de que Edge dejara vacante el Campeonato Intercontinental por una lesión, Christian y Jericho finalmente se enfrentaron en Unforgiven en un Ladder Match por el Campeonato Intercontinental, ganando Jericho el combate y su séptimo título Intercontinental, acabando el feudo. Sin embargo, lo perdió un mes después en  Taboo Tuesday ante Shelton Benjamin. En Survivor Series Jericho se unió con Randy Orton, Chris Benoit & Maven para pelear contra Triple H, Batista, Edge & Snitsky en un combate de eliminación por equipos, ganando el Team Orton, por lo que tuvieron el control de RAW durante 4 semanas.
Cuando le tocó a Jericho ser el Gerente general de RAW, despojó a Triple H del Campeonato Mundial Peso Pesado, debido a que su combate la semana pasada acabó en empate. En New Year's Revolution, compitió en una Elimination Chamber contra Triple H, Chris Benoit, Batista, Randy Orton y Edge por el título, pero fue eliminado por Batista. En WrestleMania 21, participó en el primer Money in the Bank ladder match. Jericho fue el que ideó este combate y se enfrentó a Benjamin, Chris Benoit, Kane, Christian y Edge, siendo este último el ganador. Al mes siguiente, en Backlash, se enfrentó al Campeón Intercontinental Shelton Benjamin, pero fue derrotado. El 12 de junio de 2005, participó en el evento homenaje a la ECW ECW One Night Stand contra su antiguo rival Lance Storm, periendo el combate después de que Justin Credible le golpeara con un palo de kendo.
En junio, empezó a luchar por el Campeonato de WWE. Empezó un feudo con el entonces campeón John Cena, cambiando a heel. Su primera oportunidad fue en Vengeance, donde Cena retuvo el título en un combate en el que también participaba Christian. Su feudo continuó hasta SummerSlam, donde volvió a ser derrotado en un combate individual. Al día siguiente, el 22 de agosto, hizo su última aparición en WWE en 2 años, enfrentándose de nuevo por el título, con la condición de que si perdía, abandonaría la empresa. Cena volvió a ganar y el Gerente general de Raw, Eric Bischoff, le expulsó del recinto, terminando con Jericho atacándole y siendo sacado por la seguridad. Esto se hizo para explicar la salida de Jericho de la empresa, ya que el 25 de agosto terminó su contrato y no quiso renovarlo.

#### 2007-2008
A finales de septiembre, WWE comenzó a emitir videos titulados como "Save_Us.222", los cuales contenían mensajes binarios del cual se podían extraer frases que indicaban un posible regreso de Jericho a la compañía. En la edición del 12 de noviembre de RAW se transmitió un último video en el cual se anunció que el "código" sería revelado la próxima semana en el mismo programa. Finalmente, el 19 de noviembre en RAW, Chris Jericho hizo su regreso a WWE, interrumpiendo al Campeón de WWE Randy Orton durante un segmento de celebración de su victoria en Survivor Series. En Armageddon se enfrentó a Orton por el título. Sin embargo, durante el combate el comentarista John "Bradshaw" Layfield atacó a Jericho. Esto hizo que ganara por descalificación, ganando el combate pero no el título.
Después de lo sucedido en Armageddon, Jericho se enfrentó a JBL en un combate individual en Royal Rumble, donde Layfield ganó por descalificación cuando Jericho le golpeó con una silla en la cabeza. Volvieron a enfrentarse en No Way Out, participando ambos en una Elimination Chamber por una oportunidad por el Campeonato de WWE en Wrestlemania XXIV. En el combate logró eliminar a Layield, pero fue cubierto por Jeff Hardy después de recibir una Sweet Chin Music de Shawn Michaels.

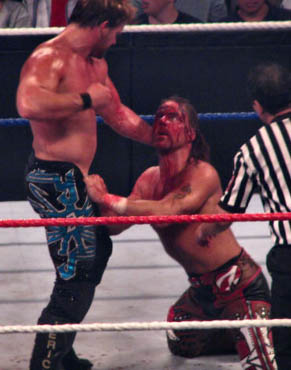
En 2008, Jericho tuvo un segundo feudo con Shawn Michaels que duró cuatro meses. En la imagen, Jericho haciendo sangrar a Michaels en The Great American Bash.

En la edición de RAW del 10 de marzo derrotó a Jeff Hardy ganando el Campeonato Intercontinental por octava vez en su carrera. Además, participó en el Money in the Bank de Wrestlemania XXIV, donde no logró la victoria. En las siguientes ediciones después de WrestleMania, Batista y Shawn Michaels tuvieron varios encontronazos, uno en el segmento de entrevistas de Jericho, The Highligt Reel, debido a que Michaels retiró al mentor de Batista, Ric Flair. En Backlash, Jericho fue el árbitro especial en su combate, saliendo Michaels como ganador. Sin embargo, durante el combate, Michales amagó una lesión de rodilla, distrayendo a Batista y permitiéndole aplicar una "Sweet Chin Music". Jericho culpó a Michaels de haber fingido una lesión en su combate contra Batista, enfrentándose a él en Judgment Day, siendo derrotado. Al día siguiente en RAW, Jericho se disculpó por haber acusado a Michaels de fingir una lesión para ganar un combate. Sin embargo, Michaels le respondió que no estaba lesionado, aplicándole otra "Sweet Chin Music".
En One Night Stand intervino en la lucha entre Batista y Michaels para provocar a Batista. La semana siguiente en RAW, Jericho invitó a Michaels al segmento "Highlight Reel" para discutir con él sobre su lesión falsa, pero le atacó y estampó su cara contra la pantalla de video del segmento, cambiando a heel. En Night of Champions perdió el Campeonato Intercontinental contra Kofi Kingston causado por una distracción de Shawn Michaels.
A partir de esto inició un feudo con Michaels, enfrentándose ambos en The Great American Bash, donde Jericho salió victorioso debido a que Michaels resultó con su retina dañada seriamente, por lo que (según Jericho) dicho combate habría sido el último de su carrera (kayfabe). En SummerSlam, Michaels acudió con su esposa para anunciar su retiro, pero Jericho apareció para decir que había sido él quien le había retirado. Cuando Michaels le dijo que, por mucho que lo intentara, nunca sería como él, Jericho intentó atacarle, pero golpeó sin querer a su esposa. Esto desencadenó la furia de Michaels, quien pidió para Unforgiven una Unsanctioned match donde Michaels derrotó a Jericho. Esa misma noche, Jericho fue el participante sorpresa del Championship Scramble match, donde ganó elCampeonato Mundial Peso Pesado. Su feudo con Michaels llegó a su fin en No Mercy, reteniendo su título en un Ladder match gracias a la interferencia de Lance Cade.
En Cyber Sunday, perdió el título ante Batista, recuperándolo solo ocho días después tras derrotarle en un Steel Cage Match en RAW. Sin embargo, en su primera defensa, fue derrotado por John Cena en Survivor Series, perdiendo el campeonato. Tuvo su revancha en Armageddon, pero volvió a ser derrotado.

#### 2009

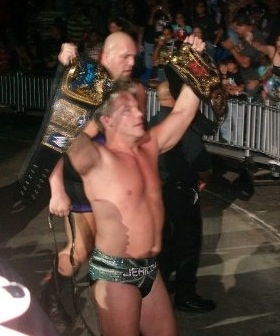
Chris Jericho & The Big Show, como Campeones Unificados en Parejas de WWE.

El 12 de enero de 2009 durante una edición de Raw, Jericho fue despedido por Stephanie McMahon tras una discusión, pero fue recontratado por Vince McMahon una semana después, después de que este le obligase a pedir perdón a todos los fanes por su comportamiento. Jericho participó en Royal Rumble, donde entró en undécimo lugar pero fue eliminado por The Undertaker. En No Way Out, Jericho participó en una Elimination Chamber por el Campeonato Mundial Peso Pesado pero no consiguió ganar. Tras esto, Jericho inició un feudo con el actor Mickey Rourke y con los miembros del Salón de la Fama Ric Flair, Roddy Piper, Jimmy Snuka y Ricky Steamboat, a quienes desafió a un combate en WrestleMania XXV, donde obtuvo la victoria.
El 13 de abril de 2009 fue enviado a la marca SmackDown! debido al Draft. Luego en Backlash derrotó a Ricky Steamboat. En Judgment Day fue derrotado por Rey Mysterio en una lucha por el Campeonato Intercontinental, aunque logró derrotarlo en Extreme Rules quitándole la máscara, ganando el campeonato por novena vez.
En The Bash, perdió el Campeonato Intercontinental frente a Mysterio, pero más tarde ganó el Campeonato Unificado en Parejas de WWE junto a Edge tras derrotar a The Colóns (Carlito & Primo) y a The Legacy (Cody Rhodes & Ted DiBiase).
Sin embargo, pocos días después, Edge se lesionó, escogiendo Jericho a Big Show como su sustituto para defender el título en Night Of Champions, llamándose a sí mismos JeriShow, ante The Legacy (Cody Rhodes & Ted DiBiase) reteniendo el Campeonato Unificado en Parejas. Luego en SummerSlam, Breaking Point y Hell In The Cell lo retuvieron frente a Cryme Time, MVP & Mark Henry y Batista & Rey Mysterio respectivamente.
En Bragging Rights, el Team SmackDown (Chris Jericho, Kane, R-Truth, Finlay, The Hart Dynasty (David Hart Smith & Tyson Kidd) & Matt Hardy) derrotó al Team RAW (D-Generation X (Triple H & Shawn Michaels), Cody Rhodes, Big Show, Kofi Kingston, Jack Swagger & Mark Henry) después de una traición de Show. En Survivor Series participó en una lucha contra Big Show y The Undertaker por el Campeonato Mundial Peso Pesado de Undertaker, ganando el campeón la lucha. Luego, Jericho & Show empezaron un feudo con D-Generation X (Shawn Michaels & Triple H) alrededor de los Campeonatos Unificados en Parejas, enfrentándose ambos equipos en TLC: Tables, Ladders & Chairs en un TLC match, siendo Jericho & Show derrotados y perdiendo los campeonatos.

#### 2010

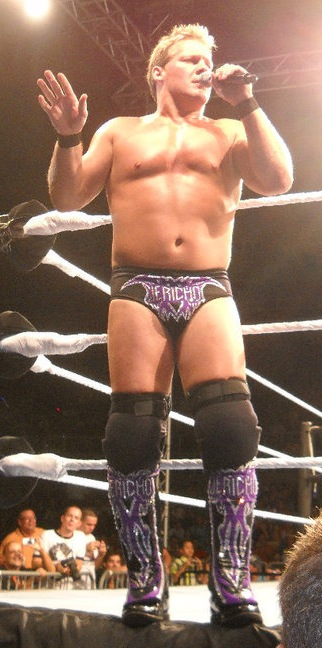
Jericho en un House Show de 2010.

Participó en la Royal Rumble entrando como el número 28, siendo eliminado por el ganador, Edge, quien realizó su regreso tras la lesión. Debido a sus insultos reiterados a lo largo de 2009 sobre la lesión de Edge ambos empezaron un feudo. Tras derrotar a Matt Hardy, se clasificó para una Elimination Chamber match en Elimination Chamber, donde logró ganar el Campeonato Mundial Peso Pesado tras la intervención de Shawn Michaels contra The Undertaker.  Sin embargo, Edge, como ganador del Royal Rumble, eligió a Jericho para que se enfrentara a él en WrestleMania XXVI, aplicándole "Spears" durante las semanas previas al evento. Sin embargo, Jericho retuvo el título con éxito, aunque después del combate, Edge le aplicó una "Spear" contra la barrera de protección. La semana siguiente, en la edición de SmackDown del 30 de marzo (trasmitida el 2 de abril), perdió el Campeonato Mundial Peso Pesado frente a Jack Swagger, ya que usó su contrato Money in the Bank después de que Edge le aplicara otra "Spear".
El hecho de que Edge fuera el causante de la pérdida de su título hizo que ambos volvieran a enfrentarse al siguiente PPV, Extreme Rules en un Steel Cage Match, donde fue derrotado. Debido al Draft, fue traspasado de SmackDown a RAW. Luego se unió a The Miz para enfrentarse a The Hart Dynasty (David Hart Smith & Tyson Kidd) por los Campeonatos Unificados de Parejas de WWE en Over the Limit, perdiendo el combate. Durante estos meses, en la primera edición del nuevo programa de WWE, NXT, fue nombrado como el pro del luchador de la FCW Wade Barrett, que resultó como ganador de la primera temporada.
Después de eso, inició un feudo con Evan Bourne siendo derrotado por él en Fatal 4-Way. Participó en el RAW Money in the Bank en Money in the Bank, pero no logró ganar, siendo The Miz el ganador. La noche siguiente luchó contra Randy Orton y Edge por la oportunidad de luchar por el campeonato en SummerSlam, lucha que ganó Orton. En esa misma noche se unió a John Cena, Edge, John Morrison, The Great Khali, R-Truth y Bret Hart para formar parte del Team WWE para pelar contra Nexus en SummerSlam, sin embargo una semana más tarde traicionó a Cena en medio de un combate contra The Miz & Sheamus al estar inconforme con que el equipo fuera de Cena y no suyo. A causa de esto, se enfrentó la siguiente semana a Cena en una lucha donde el perdedor debía irse del equipo, perdiendo Jericho la lucha. Sin embargo, a la semana, Jericho volvió a unirse al Team WWE. En SummerSlam finalmente, el Team WWE (Cena, Hart, R-Truth, Edge, Jericho, Morrison & Daniel Bryan) derrotó a The Nexus (Wade Barrett, David Otunga, Justin Gabriel, Heath Slater, Michael Tarver, Darren Young & Skip Sheffield). Durante la lucha, Jericho eliminó a David Otunga tras aplicarle una Walls of Jericho y ayudó a Edge para eliminar a Skip Sheffield.
El dos semanas después, se clasificó a una lucha por el Campeonato de WWE en Night of Champions al derrotar a The Great Khali, apostando su carrera en el evento si no ganaba el título. Sin embargo, se enfrentó a Morrison en RAW en una lucha en la que, si Jericho perdía, sería sacado de la lucha por el campeonato, la cual perdió. A pesar de esto, la siguiente semana se clasificó de nuevo al derrotar a The Hart Dynasty en un Steel Cage Handicap Match. En Night of Champions perdió una lucha por el Campeonato de WWE ante Sheamus, John Cena, Randy Orton, Wade Barrett y Edge, ganando Orton. El 27 de septiembre en RAW, se enfrentó a Orton. Tras la lucha, Orton le aplicó un "Running Punt Kick", causándole una conmoción cerebral (Kayfabe). Poco después, salió de WWE para centrarse en sus proyectos personales.

#### 2012

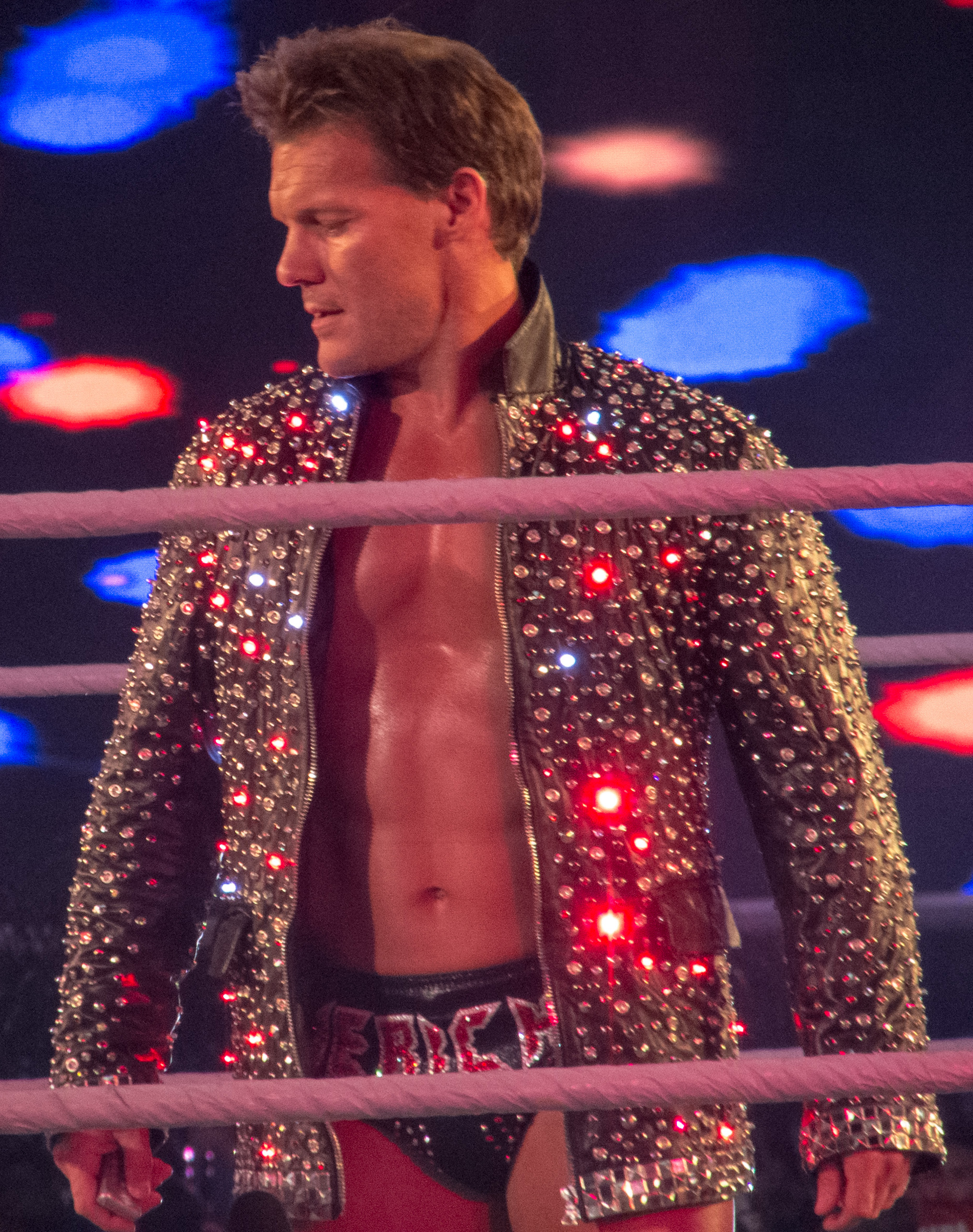
A su regreso, Jericho empezó un feudo con CM Punk, enfrentándose individualmente en WrestleMania XXVIII.

Entre los meses de noviembre y diciembre de 2011, la empresa comenzó a emitir unos videos misteriosos sobre el regreso de una persona el día 2 de enero de 2012, en la edición de RAW. Las promos empezaron con dos niños escolares, mencionando varias frases bíblicas. El 2 de enero de 2012, en la edición de RAW, el misterio se reveló y fue Jericho quien regresó como face celebrando con el público, Sin embargo se fue sin decir nada. La siguiente semana, en la edición de RAW, Jericho hizo su aparición especial y cuando iba a hablar, le salieron las lágrimas por la emoción y al igual que la semana anterior, se marchó del ring sin decir ninguna palabra. Participó en la Royal Rumble, entrando como el número 29, eliminando a David Otunga y a Randy Orton, pero fue el último eliminado por el ganador Sheamus. Al día siguiente en Raw SuperShow, atacó al Campeón de WWE CM Punk en una lucha contra Daniel Bryan, pasando a heel y empezando un feudo con él.
En Elimination Chamber, luchó por el Campeonato de WWE contra Punk, The Miz, Dolph Ziggler, Kofi Kingston y R-Truth en un Elimination Chamber match. Durante el combate, eliminó a Kofi y a Ziggler, pero tuvo que salir del combate después de que Punk le diera una patada en la nuca, dejándole inconsciente.
Al día siguiente en RAW Jericho ganó un Battle Royal obteniendo una oportunidad por el Campeonato de WWE en WrestleMania XXVIII, sin embargo no logró ganar. Durante varias semanas Jericho humilló a CM Punk a través de insultos y acusaciones en contra de su familia, llevándolos a un Chicago Street Fight Match en Extreme Rules, lucha que ganó CM Punk. En Over the Limit tuvo su cuarta oportunidad titular seguida, enfrentándose a Randy Orton, Alberto del Río y al campeón Sheamus por el Campeonato Mundial Peso Pesado, pero fue derrotado por Sheamus, quien retuvo su campeonato.
El 24 de mayo, la WWE anunció que Jericho fue suspendido por 30 días por denigrar a la bandera de Brasil, durante un evento en vivo en dicho país. Jericho enrolló una bandera brasileña, que fue llevada al cuadrilatero por su oponente CM Punk y pateó la bandera, dando lugar a los agentes del orden de detener el evento y amenazando con la detención de Jericho. Jericho, rápidamente emitió una disculpa a la gente en vivo, lo que permitió al evento continuar. La ausencia de Jericho fue explicada por la gira que tuvo con su banda Fozzy en Europa, la cual coincidió con su suspensión.
El 25 de junio, en la edición de RAW Supershow, hizo su regreso, interrumpiendo a John Cena, y anunció que él mismo es el tercero en entrar en la lucha de Money in the Bank por el maletín de RAW. Esa misma noche, tuvo una lucha contra Cena pero acabó en descalificación después de que Big Show atacara a Cena. En el evento Money in the Bank, no pudo obtener la victoria, siendo John Cena el ganador. Posteriormente, el 16 de julio, en la edición de RAW, Jericho interrumpió al recién Mr. Money in the Bank Dolph Ziggler, sin embargo, Ziggler provocó a Jericho diciendo que este había perdido su toque y este le aplicó un Codebreaker empezando un feudo con Ziggler. La siguiente semana, en RAW 1000, Jericho hizo equipo con Ziggler y Alberto Del Rio para enfrentarse a Sheamus, Sin Cara, y Rey Mysterio, pero no lograron ganar, debido a que durante la lucha, Ziggler atacó a Jericho, avivando su feudo con él. Esa misma semana, en la edición de SmackDown, Jericho atacó a Ziggler con un Codebreaker, cambiando a face. El 30 de julio, en RAW, hizo equipo con Christian para derrotar a Ziggler y a The Miz, lucha de la que salieron victoriosos pero después de la lucha, Ziggler atacó a Jericho con el maletín. En SummerSlam, logró derrotar a Dolph Ziggler después de rendirlo con un Liontamer. La siguiente noche en RAW, Ziggler exigió una revancha, por lo que la Gerente general de RAW, AJ Lee pactó una lucha entre ellos esa misma noche donde Ziggler apostaba su contrato de World Heavyweight Championship Money in the Bank y Jericho su carrera en la WWE. Finalmente, Ziggler logró conseguir la victoria reteniendo su maletín y acabando con la carrera de Jericho (Kayfabe) en la WWE, sin embargo, después de la lucha atacó a Ziggler con su maletín y aplicándole un Codebreaker, abandonando por tercera vez la empresa.

#### 2013-2015

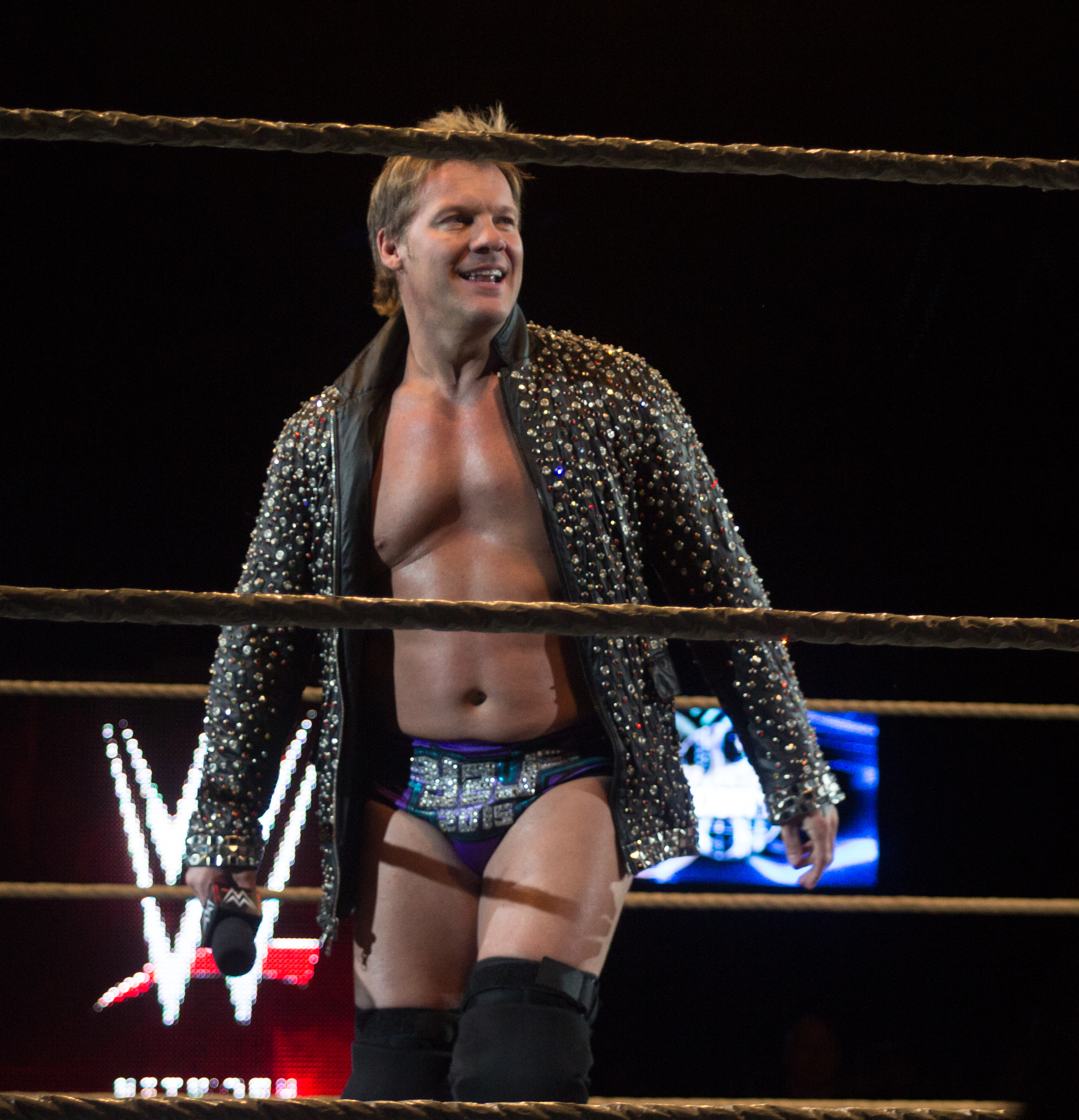
Jericho en un evento en vivo en enero de 2015.

Jericho hizo un sorpresivo regreso en el evento Royal Rumble entrando como el número 2, siendo eliminado más tarde por Dolph Ziggler con quien había iniciado la lucha, y un día después en RAW se reveló que su contrato con WWE fue renovado por Vickie Guerrero (Kayfabe) para así finalizar su rivalidad con Ziggler. Logró clasificarse para la Elimination Chamber Match del evento Elimination Chamber por una oportunidad por el Campeonato Mundial Peso Pesado en WrestleMania 29 luego de derrotar a Daniel Bryan en la edición del 11 de febrero de RAW, sin embargo, no pudo ganar al ser eliminado por Randy Orton. Tras esto inició un feudo con Fandango luego de haberse burlado de su nombre, provocando que lo atacara en repetidas ocasiones, llevándolos a una lucha en WrestleMania 29 donde resultó vencido, y en Extreme Rules en la que fue el vencedor.
El 27 de mayo en RAW, durante el segmento Highlight Reel con Paul Heyman, le preguntó a este acerca de CM Punk (quién no había aparecido en televisión por más de un mes) a lo cual Heyman respondió que Punk se estaba tomando unas vacaciones. Tras esto Jericho comenzó a insultar a Punk y a provocar a Heyman lo que terminó haciendo que este último pactará una lucha entre Jericho y Punk (la cual sería su regreso) en la primera edición de Payback, pero fue vencido. Finalizada su rivalidad con Punk, en la edición del 24 de junio de RAW le exigió a Vickie Guerrero que lo incluyeran en la Money in the Bank All-Stars del evento Money in the Bank, pero en vez de eso esta pactó una lucha en el mismo evento contra Ryback, él cual también le exigía a Vickie una lucha ante John Cena por el Campeonato de WWE en el evento, sin embargo resultó nuevamente vencido. Jericho informó vía Twitter que se tomaría un descanso en WWE para ir de gira con su banda Fozzy, teniendo su última lucha en la edición del 19 de julio de SmackDown contra Curtis Axel por el Campeonato Intercontinental pero perdió debido a una interferencia de Paul Heyman siendo más tarde atacado por Ryback.
Realizó su regreso el 30 de junio en RAW tras atacar a The Miz, quien también había vuelto minutos antes. Sin embargo, fue inmediatamente atacado por The Wyatt Family, iniciando una rivalidad con el líder Bray Wyatt. En Battleground logró derrotar a Bray Wyatt tras un Codebreaker. En SummerSlam se volvieron a enfrentar, siendo esta vez derrotado por Wyatt. El 8 de septiembre en RAW, Jericho enfrentó a Wyatt en un Steel Cage Match, siendo derrotado finalizando la rivalidad. Después esa misma noche, Jericho sería atacado por Randy Orton en backstage luego que Jericho insultara a Orton la semana anterior. Esto desencadenó un combate entre ambos en Night of Champions, el cual Orton ganó. Tras esto dejó de aparecer en la compañía debido a una gira con su banda Fozzy, y para promocionar su libro. Jericho regresó el 14 de noviembre en SmackDown realizado en Liverpool, donde entrevistó en su programa "Highlight Reel" a The Authority.
En el episodio del 15 de diciembre de Raw regresó como gerente general invitado, pactando una lucha entre John Cena y Seth Rollins en una lucha de Steel Cage Match y retando a una lucha a Paul Heyman en un Street Fight por votación del público, pero más tarde también regresó Brock Lesnar, aplicándole a Jericho un F-5.
El 4 de julio, Jericho haría su regreso televisado en el evento especial del WWE Network, The Beast in the East, derrotando a Neville por sumisión. En Night of Champions fue revelado como el compañero sorpresa de Roman Reigns y Dean Ambrose luchando contra The Wyatt Family, donde Ambrose, Reigns y Jericho fueron derrotados. Luego del combate, Jericho empujó a Ambrose y abandonó el ring con cara de decepción. El 3 de octubre, Jericho desafió sin éxito a Kevin Owens por el Campeonato Intercontinental en el evento especial del WWE Network, Live from Madison Square Garden, con la lucha también marcando su 25.° aniversario en la lucha libre profesional.

#### 2016
En el episodio del 4 de enero de 2016 de Raw, Jericho hizo su regreso a la compañía a tiempo completo y confrontó a The New Day antes de anunciar su participación en el Royal Rumble match. En Royal Rumble, Jericho ingresó como el sexto participante, con una duración de más de 50 minutos, antes de ser eliminado por Dean Ambrose. En el episodio del 25 de enero de Raw, Jericho se enfrentó al recién debutante AJ Styles, siendo derrotado por este. Después del combate, y luego de una vacilación inicial de Jericho, ambos se dieron la mano en señal de respeto. En el episodio del 11 de febrero de SmackDown, Jericho derrotó a Styles. En Fastlane, Styles salió victorioso en un tercer combate entre los dos. En el episodio del 22 de febrero de Raw, Jericho y Styles decidieron formar equipo, apodándose Y2AJ. Después de ser derrotados por The New Day en una lucha por los Campeonatos en Parejas de WWE, Jericho atacó a Styles, terminando su alianza y alegando que estaba harto de que los fanáticos corearan el nombre de Styles en lugar del suyo, convirtiéndose en heel por primera vez desde 2012. El feudo culminó en WrestleMania 32, donde Jericho derrotó a Styles. Sin embargo, en el episodio del 4 de abril de Raw, Jericho compitió en un Fatal 4-Way match contra Styles, Kevin Owens y Cesaro para determinar al contendiente #1 al Campeonato Mundial Peso Pesado de WWE, pero no logró ganar después de ser derrotado por Styles.
La semana siguiente en Raw, Dean Ambrose interrumpió el segmento The Highlight Reel, entregándole a Jericho una nota de Shane McMahon en donde le notificaba que su segmento sería reemplazado por The Ambrose Asylum, lo que comenzó un feudo entre los dos. Durante este tiempo, Jericho retocó su gimmick. Se convirtió en un villano arrogante e infantil que vestía bufandas caras y llamaba a todos "stupid idiots". En Payback, Jericho se enfrentó a Ambrose, siendo derrotado. Después de atacarse entre ellos y de que Ambrose destruyera la chaqueta luminosa de Jericho, Jericho fue desafiado por Ambrose a un Asylum match en Extreme Rules, donde Ambrose nuevamente derrotó a Jericho luego de que Jericho fuera arrojado a una pila de tachuelas sobre el ring. En el episodio del 23 de mayo de Raw, Jericho derrotó a Apollo Crews para clasificar en el Money in the Bank Ladder match en Money in the Bank, pero Jericho no tuvo éxito en ganar ya que el combate fue ganado por Ambrose. El 19 de julio, debido al Draft y a la nueva separación de marcas, Jericho fue reclutado por la marca Raw. En Battleground, Jericho realizó su segmento The Highlight Reel con el regreso de Randy Orton, donde recibió un RKO por parte de Orton. La noche siguiente en Raw, Jericho compitió en un Fatal 4-Way match para determinar al contendiente #1 al recién creado Campeonato Universal de WWE en SummerSlam, pero no logró ganar.

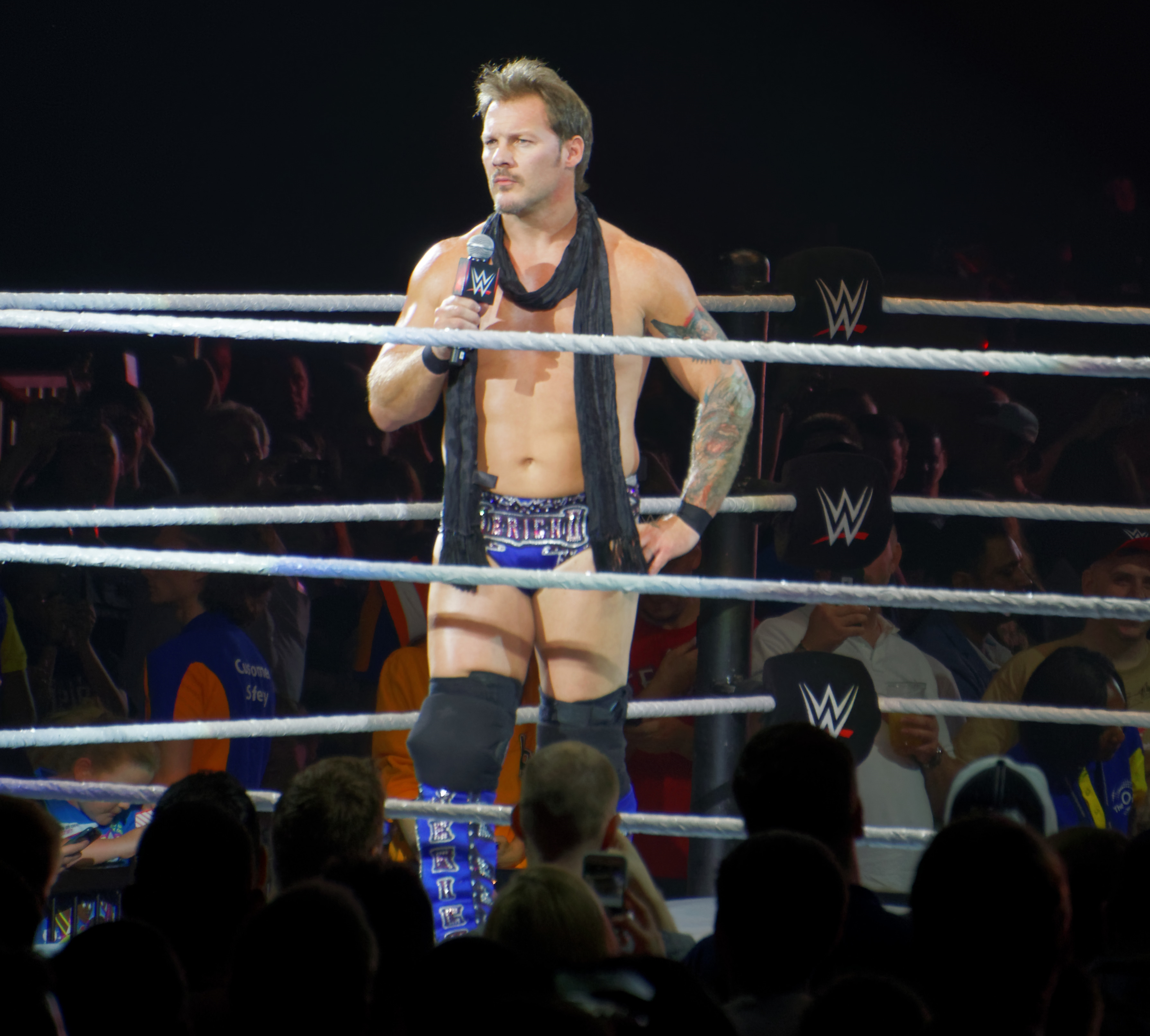
Chris Jericho en septiembre de 2016

Luego de eso, Jericho entró en un feudo con Enzo Amore & Big Cass y en el episodio del 1 de agosto de Raw, se asoció con Charlotte para derrotar a Enzo Amore & a la Campeona Femenina de WWE Sasha Banks en un Mixed Tag Team match, después de lo cual Big Cass apareció mientras que Jericho continuaba atacando a Amore. La siguiente semana en Raw, Jericho se unió a Kevin Owens y luego derrotó a Amore por descalificación cuando Cass interfirió. Esto condujo a un combate por equipos en SummerSlam, donde Jericho & Owens derrotaron a Enzo & Cass. En el episodio del 22 de agosto de Raw, Jericho interfirió en el combate de Owens contra Neville, lo que le permitió clasificar en un Fatal 4-Way match para determinar al nuevo Campeón Universal de WWE en el episodio del 29 de agosto de Raw, el cual Owens ganó.
En el episodio del 12 de septiembre de Raw, Jericho realizó su segmento The Highlight Reel con Sami Zayn como invitado, quien lo cuestionó sobre su alianza con Owens, lo que causó que Jericho defendiera a Owens y atacara a Zayn. En el episodio del 19 de septiembre de Raw, como resultado de sentir que estaba siendo tratado injustamente por el gerente general Mick Foley, así como otros luchadores que comenzaron a molestarlo, Jericho comenzó una lista llamada "The List of Jericho", donde escribía el nombre de la persona que lo había molestado y por qué. Si alguien molestaba a Jericho, le preguntaba "¿sabes lo que pasa cuando (la acción que la persona había hecho)?" antes de gritar "¡acabas de entrar a la lista!" y escribir el nombre de la persona. "The List of Jericho" pronto se hizo increíblemente popular entre los fanáticos, y muchos críticos describieron a Jericho y a su lista como "fácilmente uno de los mejores momentos en la historia de Raw". El 25 de septiembre en Clash of Champions, Jericho derrotó a Zayn y ayudó a Owens en su victoria contra Seth Rollins. El 30 de octubre en Hell in a Cell, Jericho ayudó a Owens a retener su campeonato contra Rollins después de que Owens le rociara el contenido de un extintor al árbitro, permitiendo que Jericho entrara a la estructura de Hell in a Cell.
Tras eso, Jericho se asoció con Owens, Seth Rollins, Braun Strowman y Roman Reigns como parte del Team Raw el 20 de noviembre en Survivor Series, pero su equipo fue derrotado por el Team SmackDown en un Traditional Survivor Series Elimination Men's match. La noche siguiente en Raw, a pesar de tener prohibida su presencia en ringside, Jericho apareció con una máscara de Sin Cara y atacó a Rollins, ayudando nuevamente a Owens a retener su título. La siguiente semana en Raw, las tensiones entre Jericho y Owens surgieron después de que ambos dijeron que ya no se necesitaban más, y Jericho fue atacado más tarde por Rollins en el estacionamiento. El 18 de diciembre en Roadblock: End of the Line, Jericho fue derrotado por Rollins luego de que Owens fallara en su intento de ayudarlo. Más tarde esa noche, Jericho atacó intencionalmente a Owens para evitar que Reigns ganara el campeonato.

#### 2017-2018
Después de que tanto Jericho como Owens no lograran ganar el Campeonato de Estados Unidos de Reigns en múltiples combates individuales a finales de 2016, Jericho ganó el título después de cubrir a Reigns en un 2-on-1 Handicap match en el que también compitió Owens el 9 de enero en Raw. Por lo tanto, Jericho ganó su primer campeonato en casi siete años y también se convirtió en ganador del Grand Slam con el formato actual. Debido a las múltiples interferencias en los combates de Owens, Jericho fue suspendido sobre el ring en una jaula a prueba de tiburones durante la lucha de revancha de Reigns en Royal Rumble. Sin embargo, Owens retuvo el campeonato luego de que Braun Strowman, aprovechando la estipulación adicional de un No Disqualification match, interfiera. También en el evento, Jericho ingresó como el segundo participante en el Royal Rumble match, con una duración de más de una hora (rompiendo así el récord del mayor tiempo acumulado dentro de un Royal Rumble match con más de cinco horas) y siendo el penúltimo eliminado por Reigns.
La amistad entre Jericho y Owens llegó a su fin después de que Jericho, para consternación de Owens, aceptara el desafío de Goldberg por el Campeonato Universal de Owens. En el episodio del 13 de febrero de Raw, Jericho organizó un "Festival de la Amistad" para Owens, quien no fue impresionado y atacó brutalmente a Jericho. Jericho regresó el 5 de marzo en Fastlane, distrayendo a Owens durante su enfrentamiento con Goldberg y causando que Owens perdiera el Campeonato Universal, cambiando a face en el proceso. La noche siguiente en Raw, Owens explicó que fingió ser amigo de Jericho para usarlo para retener el campeonato antes de traicionarlo luego de que Jericho aceptara el desafío de Goldberg. Luego de eso, Jericho desafió a Owens a un combate en WrestleMania 33, el cual Owens aceptó siempre y cuando Jericho pusiera el Campeonato de los Estados Unidos en juego, lo que Jericho hizo. Jericho perdió ante Owens, terminando así su reinado a los 83 días. Jericho derrotó a Owens para recuperar el título en Payback, siendo transferido de ese modo a SmackDown, pero lo perdió dos días después en un episodio de SmackDown ante Owens. Después del combate, Owens atacó a Jericho, quien tuvo que ser sacado en camilla. Por lo tanto, Jericho fue sacado de la televisión por lo que pudo cumplir sus compromisos de viajar y promocionar su nuevo álbum con Fozzy. En el episodio del 25 de julio de SmackDown, Jericho hizo un regreso sorpresivo, interrumpiendo un altercado entre Kevin Owens y AJ Styles para obtener su revancha por el Campeonato de los Estados Unidos de Owens. Más tarde esa noche, Jericho compitió en un Triple Threat match contra Owens y Styles por el campeonato, el cual ganó Styles.
El 22 de enero de 2018 en la edición del 25 aniversario de Raw, Jericho apareció tras bastidores en un segmento con Elias, a quien anotó en La Lista de Jericho. Jericho estaba programado para participar en el 50-man Royal Rumble match en Greatest Royal Rumble, pero luego cambió de lugar con Rusev, por lo tanto Jericho se enfrentaría a The Undertaker por primera vez desde hace 8 años en un Casket match mientras que Rusev estaría dentro del Royal Rumble match, solo para intercambiar lugares de nuevo, por lo tanto Rusev enfrentará a Undertaker en un Casket match como WWE lo planeó desde un inicio. En el evento, Jericho entró al combate como el participante número 50, atacando a su ex mejor amigo Kevin Owens y eliminando a Shelton Benjamin antes de ser eliminado por Braun Strowman. Después de esto, Jericho dejó WWE para centrarse en su permanencia en New Japan Pro Wrestling, el crucero Jericho y su gira con Fozzy. Sin embargo, Jericho finalmente no descartó un regreso.

### New Japan Pro-Wrestling (2017-2019)
El 5 de noviembre de 2017, Jericho regresó a NJPW en una viñeta pregrabada, retando a Kenny Omega a un combate en Wrestle Kingdom 12 in Tokyo Dome. El reto fue inmediatamente aceptado por Omega y hecho oficial por NJPW como un combate por el Campeonato Peso Pesado de los Estados Unidos de IWGP de Omega. El combate, titulado "Alpha vs. Omega", marcará la primera vez que Jericho luchará fuera de WWE desde 1999. El periodista Dave Meltzer escribió que el contrato con WWE de Jericho había expirado y que ahora era un "agente libre". NJPW también se refirió a Jericho como un agente libre. En contraste, el periódico Tokyo Sports describió que un oficial anónimo de NJPW dijo que Jericho sigue bajo contrato con WWE, y que el presidente de WWE Vince McMahon dio su permiso para que Jericho pueda luchar en este combate de NJPW en el cual fue derrotado por Kenny después de aplicarle un One Winged Angel sobre una silla.
Un día después de su combate contra Omega (calificado con 5 estrellas por Dave Meltzer), Jericho reapareció en NJPW, en el evento New Year's Dash, donde atacó a Tetsuya Naito luego de un combate entre Los Ingobernables de Japón y Chaos. Jericho fue retirado del establecimiento por agentes de seguridad, mientras Naito se quedó en el ring con una silla, amenazando con tirarla hacia Jericho.
El 4 de mayo, Jericho atacó una vez más a Naito en Wrestling Dontaku. Jericho está programado para tener un combate en Dominion 6.9 in Osaka-jo Hall, en el que se enfrentará a Naito por el Campeonato Intercontinental de la IWGP. El 9 de junio, Jericho venció a Naito para ganar el título siendo el primer (y actualmente único) luchador profesional de la historia en haber celebrado los Campeonatos Intercontinentales de la WWE y la IWGP. El 8 de octubre en King of Pro-Wrestling, Jericho regreso para atacar a Evil antes de su combate contra Zack Sabre Jr. El 15 de diciembre, New Japan Pro Wrestling celebró una conferencia de prensa por la lucha por del Campeonato Intercontinental de la IWGP de Jericho y Naito. La conferencia de prensa terminó cuando Naito escupió agua en la cara de Jericho. Los dos pelearon antes de separarse. Más tarde, ese mismo día, durante el show Road to Tokyo Dome, Jericho presentó a Naito con sus tragos en la silla y finalmente declaró que en Wrestle Kingdom 13 terminaría la carrera de Tetsuya Naito. El 4 de enero en Wrestle Kingdom 13, Jericho perdió el título ante Naito concluyendo su reinado de 209 días.
El 4 de mayo de 2019, se anunció que Jericho desafiaría a Kazuchika Okada por el Campeonato Peso Pesado de la IWGP en Dominion 6.9 in Osaka-jo Hall.

### All Elite Wrestling y Ring of Honor (2019-presente)

#### 2019-2021
El 8 de enero de 2019, Jericho anunció en el Rally All Elite Wrestling Double or Nothing en Jacksonville, FL, que firmó un contrato a tiempo completo con All Elite Wrestling. El 25 de mayo, Jericho debutó en el inaugural evento de Double or Nothing en el evento estelar quien derrotó a Kenny Omega y obtuvo una oportunidad ante Hangman Page por el Campeonato Mundial de AEW. Finalmente en All Out Jericho derrotó a Page, convirtiéndose en el primer campeón de AEW.
El 2 de octubre en el primer episodio de Dynamite, Jericho atacó a Cody tras la lucha contra Sammy Guevara. Más tardé, se alió con Ortiz & Santana con su victoria tras derrotar a The Elite (Kenny Omega, Matt Jackson & Nick Jackson en el evento principal, al finalizar el combate, el y su equipo siguieron atacando al equipo rival, pero Cody y Dustin Rhodes aparecen para ayudar al bando que era atacado, que a su vez, Sammy Guevara y Jake Hager aparecieron para ayudar a Jericho, y de allí formar un stable. En el siguiente episodio, Jericho nombró a su nuevo stable como The Inner Circle. Jericho haría exitosas defensas del título contra Darby Allin el 16 de octubre episodio de Dynamite y Cody en el pago por evento de Full Gear el 9 de noviembre. El 6 de noviembre en Dynamite después de Full Gear, Jericho y Guevara desafiaron a SoCal Uncensored (Frankie Kazarian & Scorpio Sky) por el Campeonato Mundial en Parejas de AEW, pero no pudieron ganar cuando Sky cubrió a Jericho con un paquete pequeño, sufriendo así su primera derrota en AEW. El 27 de noviembre en Dynamite, Jericho retendría con éxito el título mundial de AEW contra Sky.
En diciembre, The Inner Circle comenzó a intentar atraer a Jon Moxley para que se uniera al grupo. El 8 de enero de 2020 en Dynamite, Moxley se unió inicialmente al grupo, sin embargo, más tarde se reveló que era una artimaña de Moxley cuando atacó a Jericho y Sammy Guevara. Moxley luego se convirtió en el contendiente número uno para el campeonato de Jericho en Revolution el 29 de febrero, donde Moxley derrotó a Jericho para ganar el título, poniendo fin al reinado inaugural del Campeonato Mundial de AEW de Jericho a los 182 días. Después de perder el campeonato, Jericho y The Inner Circle comenzaron una pelea con The Elite (Adam Page, Cody, Kenny Omega y The Young Bucks), Quien reclutó al debutante Matt Hardy para oponerse a ellos. En Double or Nothing el 23 de mayo, The Inner Circle fueron derrotados por Page, Omega, The Young Bucks y Hardy en un partido Stadium Stampede. Jericho luego comenzó una rivalidad con Orange Cassidy, con Jericho derrotándolo en Fyter Fest el 8 de julio, pero perdiendo una revancha en el episodio del 12 de agosto de Dynamite. Los dos se enfrentaron una vez más en All Out el 5 de septiembre, en un partido de Mimosa Mayhem, que Jericho perdió. A partir de octubre, Jericho comenzó una historia con MJF, quien solicitó unirse al Inner Circle, a pesar de la desaprobación de Sammy Guevara, Santana y Ortiz. Jericho y MJF lucharon en un combate en el evento Full Gear el 7 de noviembre, que ganó MJF lo que le permitió unirse al Inner Circle. En AEW Beach Break el 3 de febrero de 2021, Jericho y MJF ganaron una batalla real por equipos para convertirse en los contendientes número uno por el Campeonato Mundial en Parejas de AEW en el evento Revolution contra The Young Bucks, que no pudieron ganar. 
En el episodio del 10 de marzo de Dynamite, MJF traicionó y abandonó The Inner Circle después de revelar que había estado conspirando en secreto contra ellos y construyendo su propio establo, The Pinnacle, compuesto por Wardlow, Shawn Spears y FTR (Cash Wheeler y Dax Harwood). En Blood and Guts el 5 de mayo, The Inner Circle perdió ante The Pinnacle en el partido inaugural Blood and Guts. Sin embargo, en el evento principal de Double or Nothing a finales de ese mes, The Inner Circle derrotó a The Pinnacle en un combate Stadium Stampede, después de que Sammy Guevara cubriera a Shawn Spears. Jericho luego comenzó a perseguir otro combate con MJF, quien declaró que primero tendría que derrotar a un grupo de oponentes seleccionados por MJF, en una serie denominada "Los trabajos de Jericó". Jericho derrotaría a cada uno de los oponentes elegidos por MJF (Shawn Spears, Nick Gage, Juventud Guerrera y Wardlow) y se enfrentó a MJF en el trabajo final en el episodio del 18 de agosto de Dynamite, pero fue derrotado. Jericho exigió un combate más, estipulando que si perdía, se retiraría de la competencia en el ring, lo que MJF aceptó. En All Out el 5 de septiembre, Jericho derrotó a MJF para mantener su carrera y poner fin a su enemistad.
Después de All Out, The Inner Circle comenzó una rivalidad con Men of the Year (Ethan Page y Scorpio Sky) y su aliado, el entrenador de artes marciales mixtas (MMA), Dan Lambert. Lambert también trajo a miembros de su equipo de MMA American Top Team (ATT) para oponerse a The Inner Circle, incluidos los Excampeones Peso Pesado de UFC, Andrei Arlovski y Junior dos Santos. En el evento Full Gear el 13 de noviembre, The Inner Circle derrotó a Men of the Year y ATT en una Minneapolis Street Fight.

#### 2022
A inicios de 2022, Jericho hizo su cambio a face y comenzó una rivalidad contra Eddie Kingston. Dicha rivalidad provocó la separación de The Inner Circle, ya que Santana & Ortiz se pusieron unieron en contra de Chris Jericho. El 16 de febrero en Dynamite, Jericho lucho junto con Jake Hager contra Santana & Ortiz en cuál resultó en la victoria de Santana & Ortiz con ayuda de Kingston. El 6 de marzo, Chris Jericho se enfrentó a Eddie Kingston en Revolution en dónde Kingston venció a Jericho vía rendición. 9 de marzo en Dynamite Jericho aceptó su derrota ante Kingston, sin embargo fueron atacados por Santana & Ortiz, Angelo Parker & Matt Menard salieron a atacar a Santana & Ortiz, en defensa de Jericho junto a Daniel Garcia y Jake Hager, comenzaron a atacar también a Kingston volviendo a hacer su cambio a heel, la semana siguiente presentó a su nuevo equipo llamado Jericho Appreciation Society, el stable se burlaba de aquellos luchadores que decían ser profesionales, haciéndose llamar entretenedores deportivos.

## Vida privada

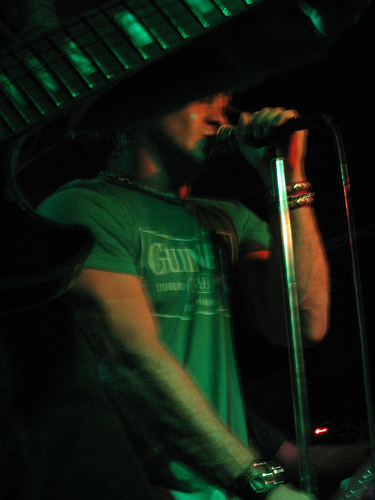
Chirs Jericho actuando en el escenario como parte de Fozzy en octubre de 2005

Su padre, Ted Irvine, es un exjugador de la National Hockey League (NHL). A pesar de que nació en el barrio de Long Island de la ciudad de Manhasset, Nueva York, Irvine se crio en Winnipeg, Manitoba. Vince McMahon consideraba que presentarlo como "nacido en Manhasset, Nueva York" haría que fuese apoyado por los fanáticos estadounidenses.
Está casado y junto a su esposa Jessica Lee Lockhart tiene tres hijos, un varón llamado Ash Edward Irving, quien nació el 24 de septiembre de 2003, y dos hijas gemelas. Posee cuatro tatuajes, dos en su mano izquierda; uno muestra su anillo de boda y el otro en el dorso de la mano representa una letra 'F' de su banda Fozzy, un tercero en el brazo izquierdo que muestra la portada del quinto álbum de su banda, Sin and Bones, y un último tatuaje de un Jack-o'-lantern, además de que es un cristiano renacido.
El 5 de julio de 2004 fue condecorado con la Orden de la Caza del Búfalo en una ceremonia celebrada en Manitoba por sus logros en la lucha y su compromiso de trabajar con niños de escasos recursos. El premio se le ha otorgado a personalidades como el papa Juan Pablo II, el alcalde de Chicago
Richard Daley, y la Madre Teresa.
El 7 de febrero de 2009, Irvine se vio involucrado en un incidente al haber golpeado a una fan después de que le escupiera a la salida de un House Show realizado en el Save-On-Foods Memorial Centre en Victoria, Columbia Británica. Las imágenes de vídeo, sin embargo, mostraron claramente que no tuvo contacto con la mujer. Como resultado del incidente, la policía los detuvo, pero quedó en libertad sin cargos. Posteriormente, la policía anunció que no presentaría cargos contra ningún involucrado ya que era "difícil determinar quién provocó a quién". El 27 de enero del siguiente año se vio involucrado nuevamente en otro incidente cuando él y su compañero luchador Gregory Helms fueron arrestados en Fort Mitchell, Kentucky, después de salir de un bar. Un informe de la policía declaró que Helms le dio un golpe a Irvine y a otras personas al salir del bar en una estación de gasolina tras estar intoxicados por alcohol.
En agosto de 2010, Christopher se vio envuelto en un incidente durante una gira en Japón de la WWE. En el transcurso de uno de los combates de Jericho, este se acercó a las gradas y, tras intercambiar pequeñas provocaciones, agredió a una persona del público, que no era otro que el conocido luchador profesional japonés NOSAWA Rongai. Viendo que Jericho parecía dispuesto a iniciar una lucha, Yoshihiro Takayama se levantó del asiento contiguo a Rongai para defender a su compañero, lo que impidió que el incidente fuera a más.
En enero de 2012, se anunció que Christopher (junto con el quarterback de los Denver Broncos Tim Tebow y el tercera base de los Atlanta Braves Chipper Jones) se convirtió en copropietario de un nuevo centro de entrenamiento deportivo en Tampa, Florida llamado D1 Sports Training and Therapy.

## Otros medios

### Música

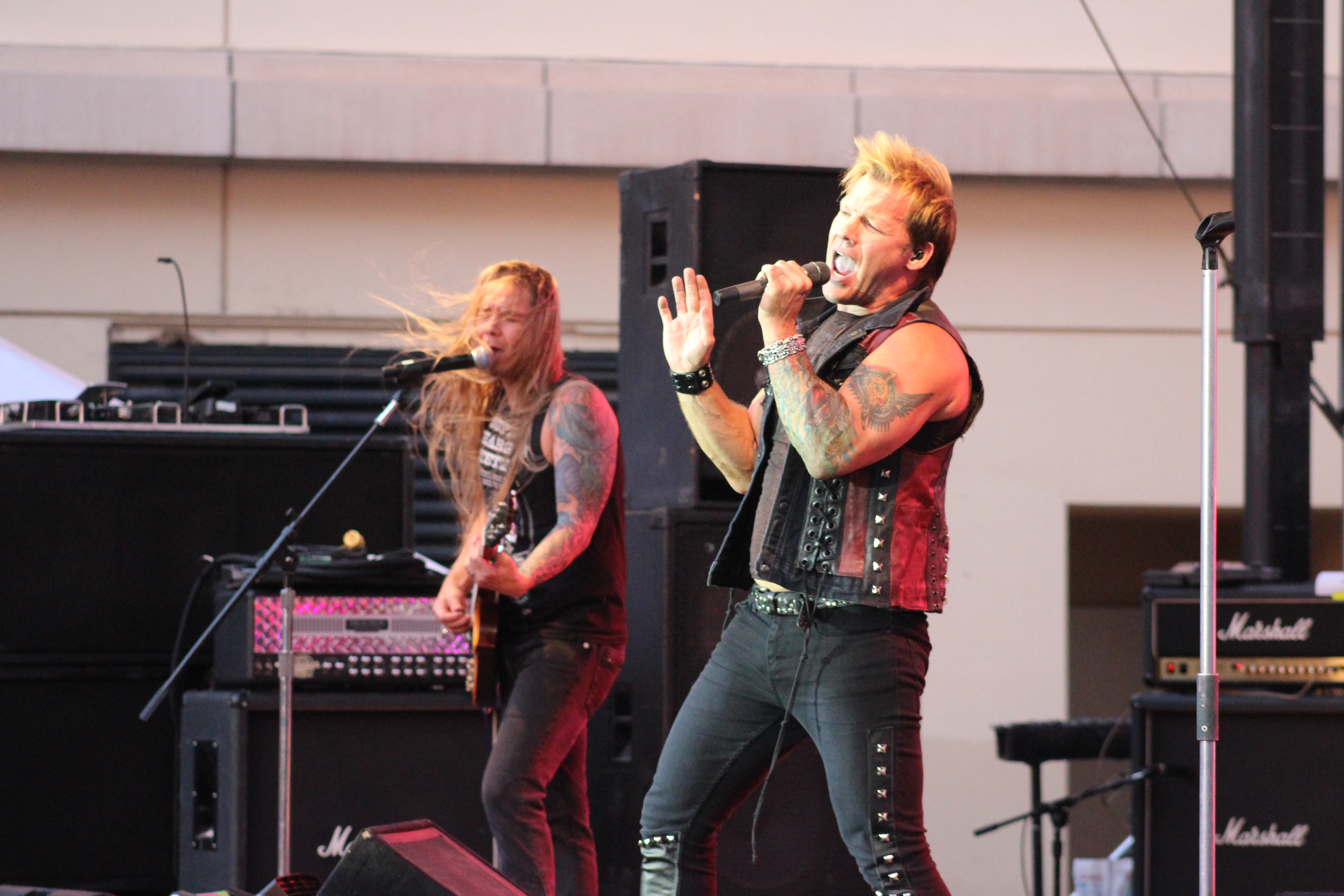
Jericho durante un concierto en vivo junto a su banda Fozzy.

Jericho es el actual vocalista principal de la banda de heavy metal Fozzy. Desde su álbum debut en 1999, Fozzy ha publicado seis álbumes de estudio: Fozzy (2000), Happenstance (2002), All That Remains (2005),  Chasing the Grail (2010),Sin and Bones (2012) y el más reciente Do You Wanna Start A War (2014). Agregando también un álbum en vivo: Remains Alive.
A mediados de 1990, Jericho escribió una columna mensual para la revista Metal Edge centrada en el heavy metal titulada Metal is Jericho, sin embargo, la columna solo duró un año. En 2005 realizó la voz en una versión de la canción "The Evil That Men Do" en el álbum tributo a Iron Maiden, Numbers from the Beast, e hizo una aparición especial en el álbum de Dream Theater, Systematic Chaos, en la canción "Repentance" como uno de varios músicos invitados, y también comenzó su propio show semanal de radio por XM Satellite Radio en marzo del mismo año llamado Rock of Jericho, que se trasmite los domingos.

### Cine, teatro, comedia y escritura
En el 2000 se publicó una cinta de VHS documentando la carrera de Jericho titulada Break Down the Walls.
El 24 de junio de 2006 Jericho actuó en su primera película, Android Apocalypse, del canal Syfy junto a Scott Bairstow y Joey Lawrence. Ese mismo año debutó como actor de teatro en una comedia titulada Opening Night que se estrenó en el Toronto Centre for the Arts durante el 20 y 22 de julio. Durante su estancia en Toronto, Jericho fue el ánfitrion del programa de comedia Sunday Night Live y el mismo año también fue el primer luchador adjunto y entrevistado para el documental de lucha libre profesional, Bloodstained Memoirs, la cual se grabó en Reino Unido durante una gira de Fozzy.
Jericho escribió su primer autobiografía, A Lion's Tale: Around The World In Spandex, publicada en 2007, convirtiéndose en best seller del New York Times, la cual abarca tanto su vida personal como carrera en la lucha libre profesional hasta su debut en WWE. Su segunda autobiografía Undisputed: How to Become the World Champion in 1,372 Easy Steps, fue publicada en febrero de 2011 y cubre su carrera como luchador profesional desde su debut en WWE. Jericho mencionó vía Twitter que ha comenzado a escribir su tercera autobiografía que será publicada a través de Penguin Publishing en 2013.
Ha aparecido en varias películas como en Albino Farm en 2009 y en MacGruber estrenada el 21 de mayo de 2010 con un breve papel como Frank Korver un excompañero militar.

#### Filmografía
| Televisión | Televisión             | Televisión | Televisión                                |
| Año        | Título                 | Papel      | Notas                                     |
| ---------- | ---------------------- | ---------- | ----------------------------------------- |
| 2008       | Redemption Song        | Él mismo   | Reality de TV como anfitrión              |
| 2009       | Aaron Stone            | Billy Cobb | "Xero Control" (temporada 1: episodio 11) |
| 2009       | Z Rock                 | Él mismo   | "Z Wrestler" (temporada 2: episodio 6)    |
| 2010       | Downfall               | Él mismo   | Anfitrión; 5 episodios                    |
| 2011       | Dancing with the Stars | Él mismo   | Reality de TV; temporada 12 concursante   |
| 2011       | Cubed                  | Él mismo   |                                           |
| 2013       | Robot Combat League    | Él mismo   | Anfitrión                                 |
| 2016       | The Thundermans        | Gary       | Temporada 3 Episodio: La jaula de corazón |

| Películas | Películas               | Películas    | Películas              |
| Año       | Título                  | Papel        | Notas                  |
| --------- | ----------------------- | ------------ | ---------------------- |
| 2006      | Android Apocalypse      | TeeDee       | Película de Televisión |
| 2009      | Albino Farm             | Levi         |                        |
| 2009      | Bloodstained Memoirs    | Él mismo     | Documental             |
| 2010      | MacGruber               | Frank Korver |                        |
| 2015      | Sharknado 3 Oh Hell No! | Bruce        | Película de Televisión |
| 2022      | Terrifier 2             | Burke        |                        |
| 2024      | Terrifier 3             | Burke        |                        |

### Libros
- A Lion's Tale: Around the World in Spandex (2007)[2]
- Undisputed: How to Become the World Champion in 1,372 Easy Steps (2011)[226]

### Televisión
Jericho es un actual colaborador del canal VH1 y sus programas Best Week Ever, I Love the '80s y VH1's top 100 artists. Jericho también fue el anfitrión de las cinco partes del especial de VH1 100 Most Shocking Music Moments en diciembre de 2009.
El 12 de julio de 2006, hizo una aparición en el programa Attack of the Show! del canal G4 y posteriormente hizo una segunda aparición el 21 de agosto de 2009. En mayo, Jericho apareció en los programas 40 Greatest Metal Songs y Heavy: The Story of Metal del canal VH1 como comentarista. También el mismo año fue uno de los ocho famosos del programa reality show de canto Celebrity Duets de FOX siendo el primer eliminado.
A modo de anécdota fue publicada una foto en TMZ.com la cual mostró a Jericho trabajando en un McDonald's mostrando a su vez sus habilidades mientras se preparaba para un show.
También apareció en el programa Larry King Live el 9 de julio de 2007 para discutir el caso de Chris Benoit y reapareció para impulsar un feudo con el actor Mickey Rourke de cara a WrestleMania XXV. Un año más tarde fue el anfitrión de su propio reality show llamado Redemption Song en el canal Fuse TV, en el que 11 mujeres trataban de entrar al mundo de la música, y fue el invitado especial como Billy "The Body Bag" Cobb en el episodio Xero Control de la serie Aaron Stone del canal Disney XD en 2009. En junio del siguiente año, fue nombrado el anfitrión del show de juegos Downfall del canal ABC.
El 1 de marzo de 2011, fue escogido como concursante del programa de baile Dancing with the Stars para su temporada número 12. Esto condujo a una oleada de publicidad a su favor como ser entrevistado por Jay Leno. El 26 de abril, fue el quinto concursante en ser eliminado del programa. El 5 de mayo, hizo su tercera aparición como invitado especial en el programa Attack of the Show! personificando a Thor, promoviendo además su libro Undisputed y anunciando que sería el ánfitrion en los premios Golden Gods, los cuales fueron emitidos el 28 de mayo por el canal VH1 Classic. Finalmente el 17 de enero de 2012, Jericho hizo su cuarta aparición en un segmento llamado "Twitter Twister" donde interpretó a un personaje llamado "The Twistercutioner". Posteriormente en marzo, luego de su retorno a WWE, fue el invitado especial en el show de NBC, Late Night with Jimmy Fallon, para hablar sobre su lucha en WrestleMania XXVIII, entre otras cosas, haciendo además una aparición en el programa Big Morning Buzz Live de VH1. Actualmente, Jericho conduce el programa de competencias de robots, Robot Combat League, del canal Syfy.

## Campeonatos y logros
- All Elite Wrestling/AEW

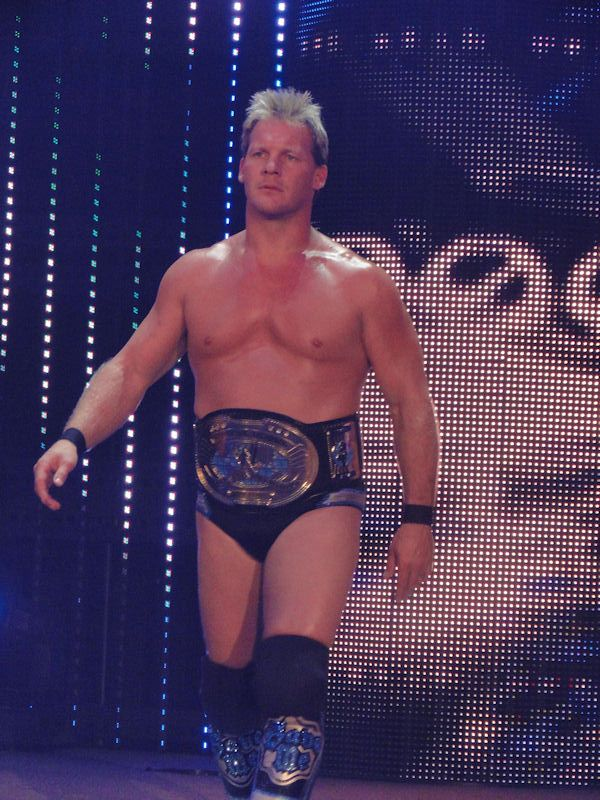
Jericho durante su noveno reinado como Campeón Intercontinental.

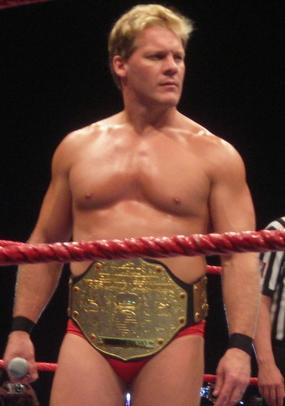
Jericho durante su reinado como Campeón Mundial Peso Pesado.

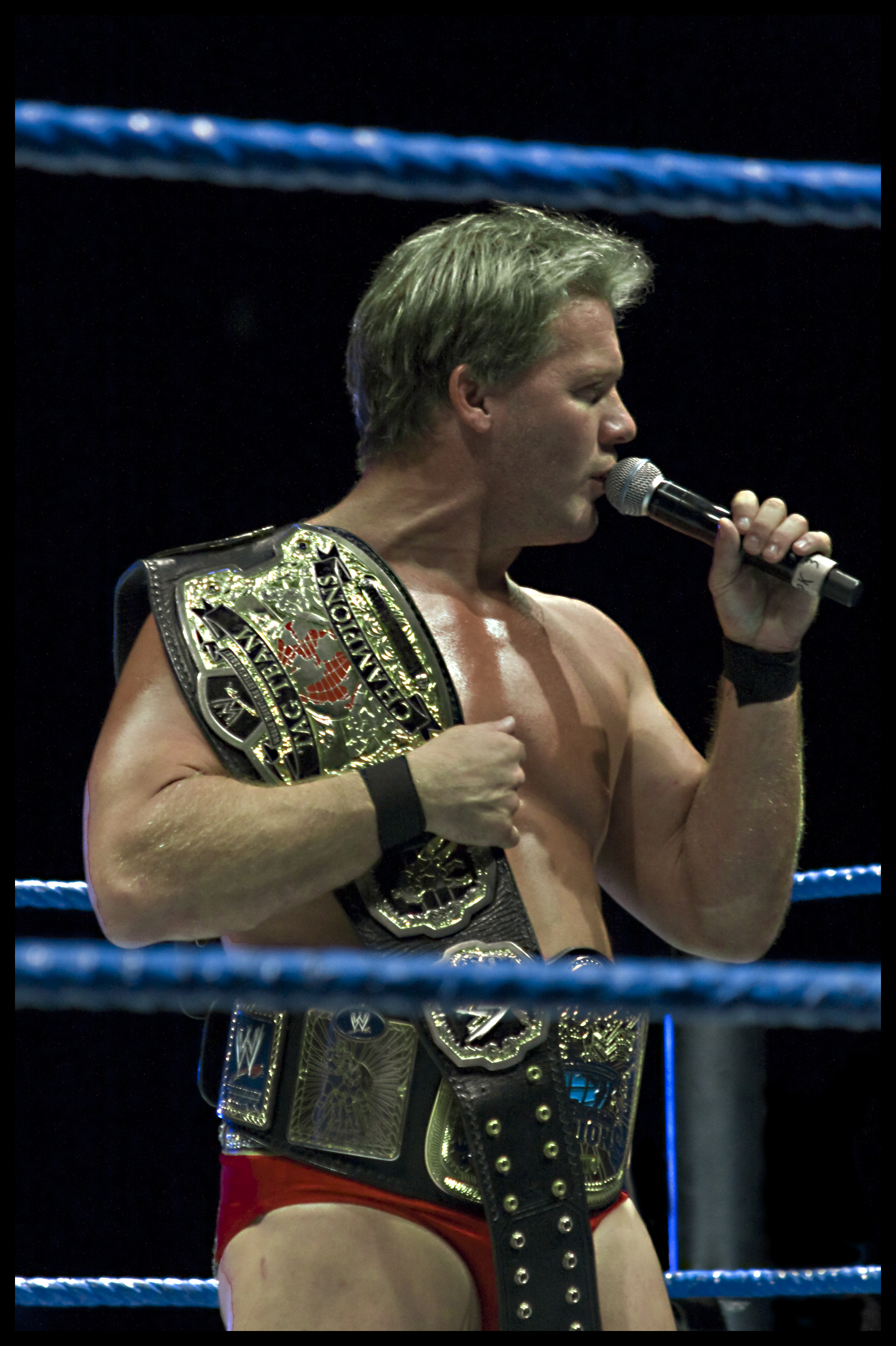
Jericho como Campeón Unificado en Parejas de WWE.

  - AEW World Championship (1 vez e inaugural)[243]
  - FTW Championship (1 vez)
  - Dynamite Award (2 veces)
  - "Bleacher Report PPV Moment of the Year" (2021) – Stadium Stampede match (The Elite vs. The Inner Circle) – Double or Nothing (May 23)
  - "Biggest Beatdown" (2021) – The Inner Circle jumping Orange Cassidy – Dynamite (June 10)

- Canadian Rocky Mountain Wrestling
  - CRMW North American Heavyweight Championship (1 vez)
  - CRMW Commonwealth Mid-Heavyweight Championship (2 veces)
  - CRMW North American Tag Team Championship (2 veces) - con Lance Storm

- Consejo Mundial de Lucha Libre
  - NWA World Middleweight Championship (1 vez)

- Extreme Championship Wrestling
  - ECW World Television Championship (1 vez)

- International Wrestling Alliance
  - IWA Junior Heavyweight Championship

- New Japan Pro Wrestling/NJPW
  - IWGP Intercontinental Championship (1 vez)

- Ring of Honor
  - ROH World Championship (2 veces)

- West Coast Wrestling Association
  - WCWA Tag Team Champion (2 veces) - con Lance Storm

- World Championship Wrestling
  - WCW World Cruiserweight Championship (4 veces)
  - WCW World Television Championship (1 vez)

- World Wrestling Federation/Entertainment
  - Undisputed WWF Championship (1 vez).[244]
  - WCW Championship / World Championship (2 veces) .[245]
  - World Heavyweight Championship (WWE) (3 veces).[246]
  - WWF/E Intercontinental Championship (9 veces – récord)[247]
  - WWE United States Championship (2 veces).
  - WWF European Championship (1 vez).[248]
  - WWF Hardcore Championship (1 vez).[249]
  - WWF/E World Tag Team Championship (5 veces) - con Chris Benoit (1), The Rock (1), Christian (1), Edge (1) y Big Show (1) - Cuarto y quinto reinado como Unified WWE Tag Team Championship (1)
  - WWE Tag Team Championship (2 veces) - con Edge(1) y Big Show (1) - Reinados como Unified WWE Tag Team Championship
  - Elimination Chamber (2010)
  - Triple Crown Champion (noveno)
  - Grand Slam Championship (cuarto)
  - Slammy Award (3 veces)
    - Extreme Moment of the Year (2014) Executing a crossbody on Bray Wyatt from the top of a steel cage on Raw[250]
    - Superstar of the Year (2008)[251]
    - Tag Team of the Year (2009) – con Big Show[252]

- World Wrestling Association
  - WWA World Tag Team Championship (1 vez) - con El Dandy

- Wrestle Association "R"
  - WAR International Junior Heavyweight Championship (1 vez)
  - WAR International Junior Tag Team Championship (1 vez) - con Gedo

- Pro Wrestling Illustrated
  - PWI Luchador más odiado del año - 2002[253]
  - PWI Luchador más odiado del año - 2008[254]
  - PWI Feudo del año - 2008, vs. Shawn Michaels[255]
  - PWI Regreso del año - 2008[256]
  - PWI Feudo de la Década (2000-2009) vs. Shawn Michaels
  - Situado en el Nº10 en los PWI 500 de 1998.[257]
  - Situado en elNº9 en los PWI 500 de 2001[258]
  - Situado en el N°4 en los PWI 500 de 2002.[259]
  - Situado en el N°5 en los PWI 500 de 2003.[260]
  - Situado en el Nº10 en los PWI 500 de 2004.[261]
  - Situado en el Nº29 en los PWI 500 de 2008.[262]
  - Situado en el Nº2 en los PWI 500 de 2009.[263]
  - Situado en el Nº5 en los PWI 500 de 2010[264]
  - Situado en el Nº29 en los PWI 500 de 2012[265]
  - Situado en el Nº25 en los PWI 500 de 2013
  - Situado en el Nº55 en los PWI 500 de 2014
  - Situado en el Nº84 en el PWI 500 de 2015
  - Situado en el Nº21 en el PWI 500 de 2016
  - Situado en el Nº3 en el PWI 500 de 2020[266]
  - Situado en el Nº19 en el PWI 500 de 2021[267]
  - Situado en el Nº22 en el PWI 500 de 2022[268]
  - Situado en el Nº24 en el PWI 500 de 2023[269]

- Wrestling Observer Newsletter
  - WON Luchador más infravalorado - 1999[270]
  - WON Luchador más infravalorado - 2000[270]
  - WON Mejor en entrevistas - 2003[270][7]
  - Luchador del Año - 2008[270]
  - Luchador del Año - 2009[270]
  - Luchador del año - 2019
  - Feudo del Año vs Shawn Michaels - 2008[270]
  - Lucha del Año vs Shawn Michaels Ladder match en No Mercy 2008[270]
  - Mejor en Entrevistas - 2008[270]
  - Mejor en Entrevistas - 2009[270]
  - Salón de la Fama - inducido el 2010[271]
  - Situado en Nº4 del WON Luchador de la década (2000–2009)[272]
  - Situado en Nº12 del WON Luchador más destacado de la década (2000–2009)[272]
  - Situado en Nº1 del WON Mejor en entrevistas (2000–2009)[272]
  - Situado en Nº3 del WON Luchador más carismático de la década (2000–2009)[272]
  - Lucha de 5 estrellas (2018) vs. Kenny Omega el 4 de enero
  - Lucha de 5 estrellas (2022) con Jake Hager, Daniel Garcia, Matt Menard & Angelo Parker vs. The Blackpool Combat Club (Bryan Danielson & Jon Moxley), Eddie Kingston, Santana & Ortiz en Double or Nothing el 29 de mayo

## Luchas de apuestas
| Apuesta  | Ganador         | Perdedor          | Ciudad                   | Fecha                 | Notas                                             |
| -------- | --------------- | ----------------- | ------------------------ | --------------------- | ------------------------------------------------- |
| Cabello  | Corazón de León | Cro-Magnon        | Ciudad de México, México | 30 de mayo de 1993    | Cabellera vs. Cabellera                           |
| Máscara  | Chris Jericho   | Juventud Guerrera | Daly City, California    | 22 de febrero de 1998 | Título vs. Máscara en SuperBrawl VIII             |
| Cabello  | Chris Jericho   | Kevin Nash        | Grand Rapids, Míchigan   | 18 de agosto de 2003  | Lucha de Cabellera vs. Cabellera en Raw           |
| Título   | Rey Mysterio    | Chris Jericho     | Sacramento, California   | 28 de junio de 2009   | Título vs. Máscara en The Bash                    |
| Contrato | Dolph Ziggler   | Chris Jericho     | Fresno, California       | 20 de agosto de 2012  | Contrato de Money in the Bank vs. Carrera en Raw. |
| Cabello  | Chris Jericho   | Ortiz             | St. Louis, Misuri        | 15 de junio de 2022   | Cabellera vs. Cabellera en Dynamite: Road Rager   |